# Volvo Cars
Ne doit pas être confondu avec Volvo.
Volvo Cars est un constructeur suédois d'automobiles. Fondé en 1927, le siège social de la marque se trouve à Göteborg, en Suède.
À l'origine détenues par le conglomérat suédois d'automobiles, de camions et d'engins de chantier AB Volvo, les activités automobiles grand public de AB Volvo, sous la dénomination Volvo Cars, ont appartenu au groupe Ford pendant onze ans avant d'être rachetées en 2010 par la filiale du groupe chinois Geely. En 2015, Volvo Cars a pour la première fois de son histoire dépassé le demi-million de voitures vendues.

## Histoire
Depuis ses débuts en 1927 et quelques années difficiles, la société Volvo connait une évolution dynamique, pour devenir la plus importante entreprise de Scandinavie.

### Naissance et premiers modèles (origines-1939)

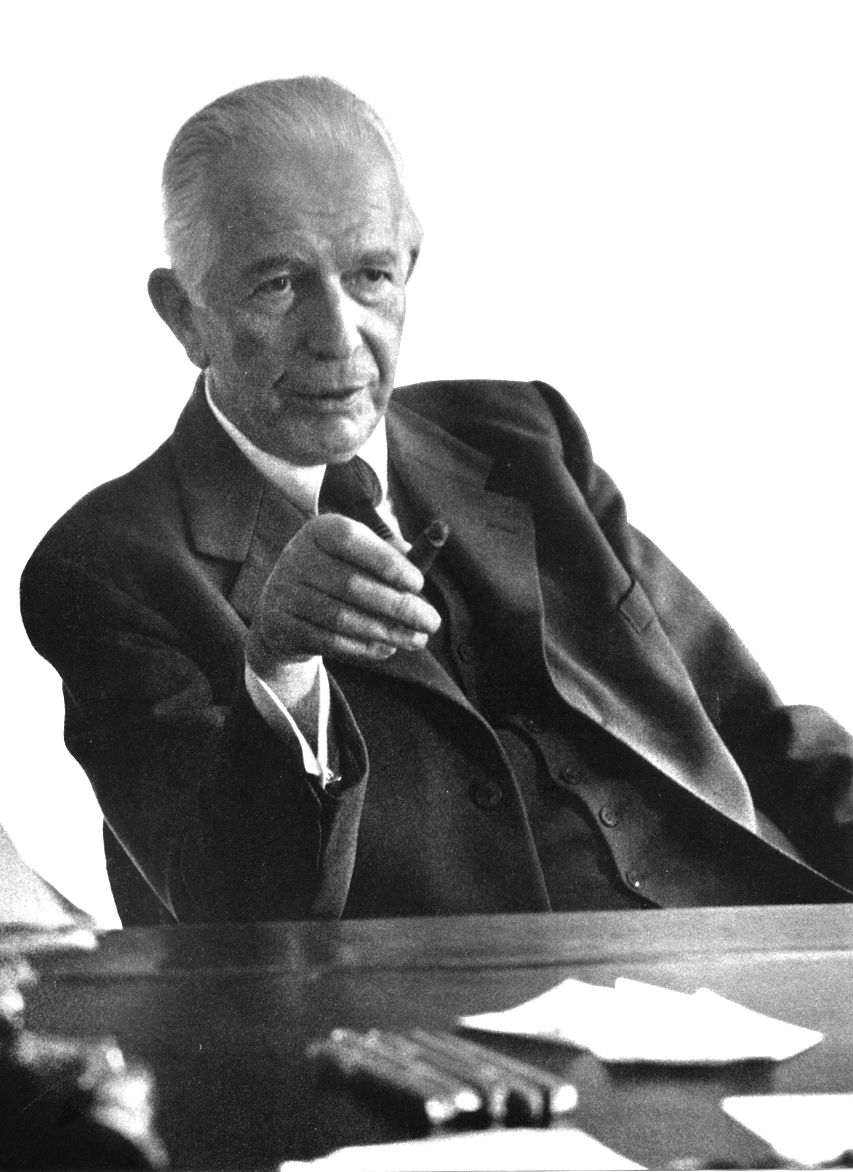
Assar Gabrielsson vers 1960.

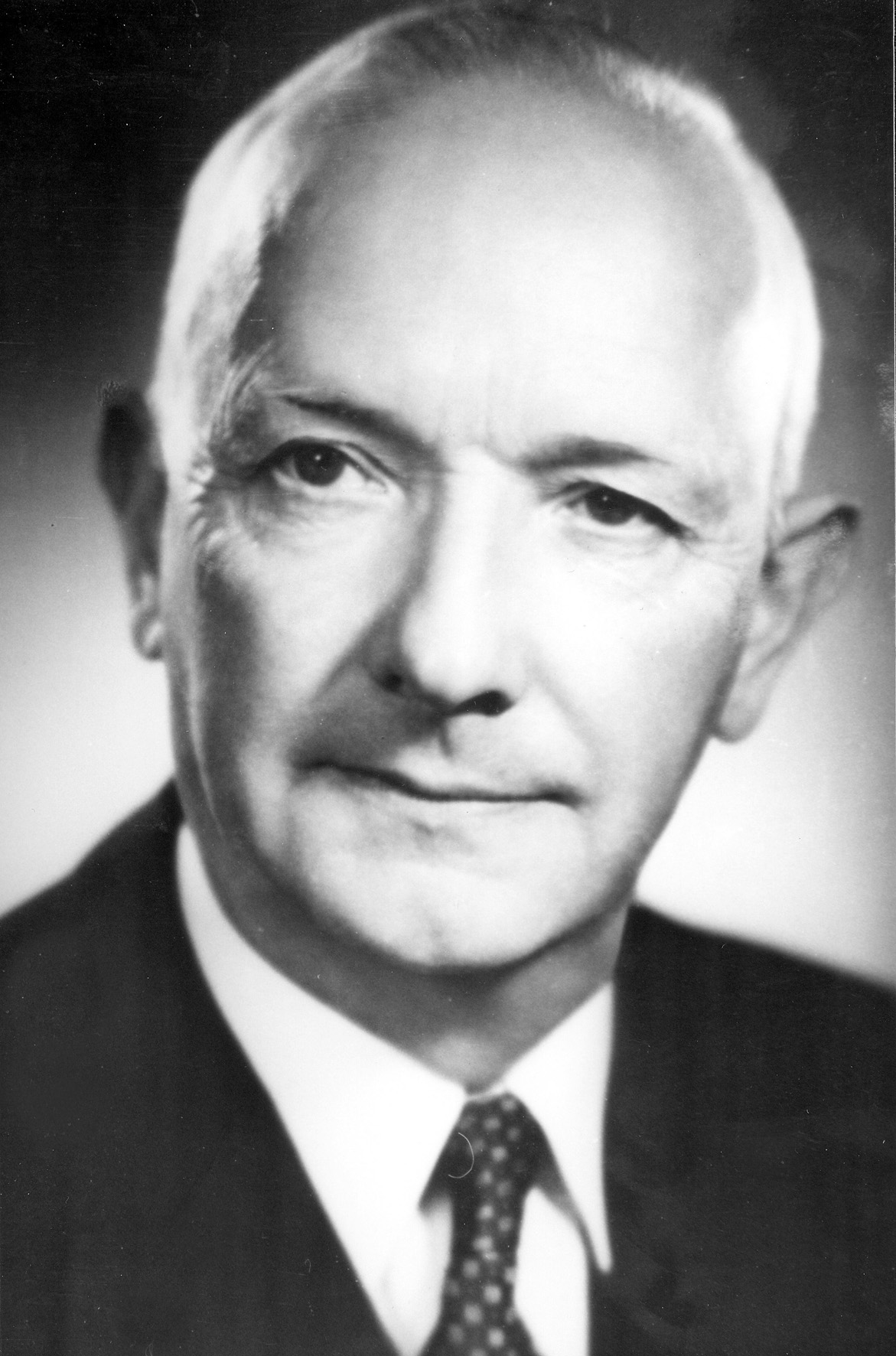
Gustaf Larson, entre 1950 et 1955.

Deux amis passionnés d’automobiles sont à l’origine de Volvo : Assar Gabrielsson, économiste de formation entré à la Svenska KullagerFabriken (SKF) en 1916 dans les ventes et Gustaf Larson, ingénieur qui a collaboré un moment avec Gabrielsson à partir de 1917,. Muté à Paris entre 1920 et 1922, Gabrielsson s’enthousiasme des possibilités de l’industrie automobile qu’il pense applicables à son pays,. Larson est du même avis depuis son séjour en Angleterre pour White and Poppe,. C’est au mois d’août 1924 que Larson et Gabrielsson se retrouvent par hasard dans un restaurant de fruits de mer de Stockholm et s’accordent pour mettre au point une voiture suédoise dans un marché essentiellement occupé par les Américains,.
Pour Gabrielsson, un constructeur automobile suédois a toutes les chances de réussir : le pays a une industrie bien développée avec toutes les machines nécessaires, des ingénieurs qualifiés, de bas salaires, un acier et des produits de qualité réputée. Enfin, il y a une demande pour des véhicules construits pour les routes suédoises souvent en mauvais état,. Le cahier des charges est de mettre au point une automobile simple, robuste et de qualité. Larson constitue une équipe et les bleus sont prêts en juin 1925,. Ce n’est pourtant que le 16 décembre 1925 qu’un accord écrit est signé.
Sollicitée, SKF n’est initialement pas favorable à soutenir ce projet et demande certains engagements de la part de Gabrielsson et Larson pour limiter les risques financiers,. Une éventuelle collaboration sera décidée une fois les prototypes éprouvés. Leur construction débute donc en septembre 1925, pour la plupart chez les Larson même, à Stockholm et personnellement financés par Gabrielsson,,. Le premier est testé en juin 1926,. Dix sont réalisés jusqu’à l’automne, portant la marque Larson ou GL (Gustaf Larson),,.

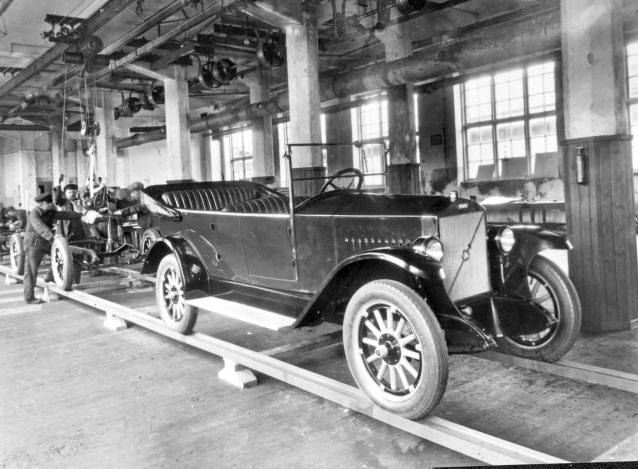
Volvo ÖV4 en construction à l’usine de Lundby (1927).

Après des essais réussis, c’est finalement le 10 août 1926 que le conseil d'administration de SKF décide de la création d’une filiale nommée AB Volvo pour la production en série d’automobiles,. Dans l’accord, SKF fournit les locaux, 200 000 couronnes et autres garanties pour la fabrication de mille unités,. Assar Gabrielsson est le directeur général de Volvo et Gustaf Larson a la charge du développement technique,. En octobre 1926, AB Volvo déménage de Stockholm à Göteborg. La production débute le 27 du même mois. Seuls la conception et l’assemblage sont faits en interne, toutes les pièces proviennent des quatre coins de la Suède y compris pour les prototypes,,. L’objectif est de limiter les coûts initiaux et de profiter du savoir-faire des fournisseurs.
Ce premier modèle a deux versions : l’ÖV4 « Jakob » (pour ÖppenVagn 4 cylindres) décapotable et la PV4 (PersonVagn 4 cylindres) avec un habitacle fermé. Le 14 avril 1927, la première auto sort de l’usine de Lundby,, : c’est la date de naissance officielle de Volvo.
Les ventes sont encouragées par une industrie en plein développement, la disponibilité d’un acier local de qualité et la réponse au réel besoin de véhicules adaptés aux routes et au climat suédois. Toutefois, SKF juge les résultats trop faibles et envisage un temps de revendre Volvo.
Pour Gabrielsson, proposer des autos à coût compétitif passe par des économies d’échelle. Or les ventes sont bien en dessous des prévisions. L’aspect rustique des modèles peine à convaincre d’éventuels distributeurs. Volvo crée alors son propre réseau, notamment en Finlande (1928) où vit une importante minorité suédoise. Le coût des pièces doit aussi être réduit. Pour avoir la meilleure qualité possible au meilleur prix, certaines d’entre elles proviennent de l’étranger à la différence des constructeurs d’autres pays qui en ces temps cherchent plutôt à favoriser leur économie nationale.
Le premier camion Volvo sort en janvier ou février 1928 avec le premier autobus la même année, toujours dans l’objectif d’offrir des véhicules qui conviennent à l’état des routes suédoises. C’est un succès inattendu.
Pour s’aligner avec la compétition et proposer des motorisations plus puissantes, la PV651 et ses variantes sont équipées d’un moteur 6 cylindres en 1929. Mais la Grande Dépression touche tout le secteur automobile et Volvo se maintient à flot seulement grâce au succès de ses camions. Outre la conjoncture économique, c’est aussi une conception sage et conservatrice qui se vend mal. Pour des questions de coûts et de capacités de production, les modèles ne sont pas renouvelés chaque année contrairement à la concurrence américaine.
En 1930, le constructeur rachète l’usine de Lundby à la maison-mère. Grâce à l’expérience des techniciens développée aux États-Unis, des modèles spécifiques sont proposés la même année : taxis, police, sociétés de location,… Leur robustesse construit lentement la réputation de la marque dont la popularité et le réseau de distribution s’étendent,. Pour améliorer sa compétitivité, Volvo se résout à produire ses propres pièces en acquérant Pentaverken en 1934, dont les installations sont modernisées.

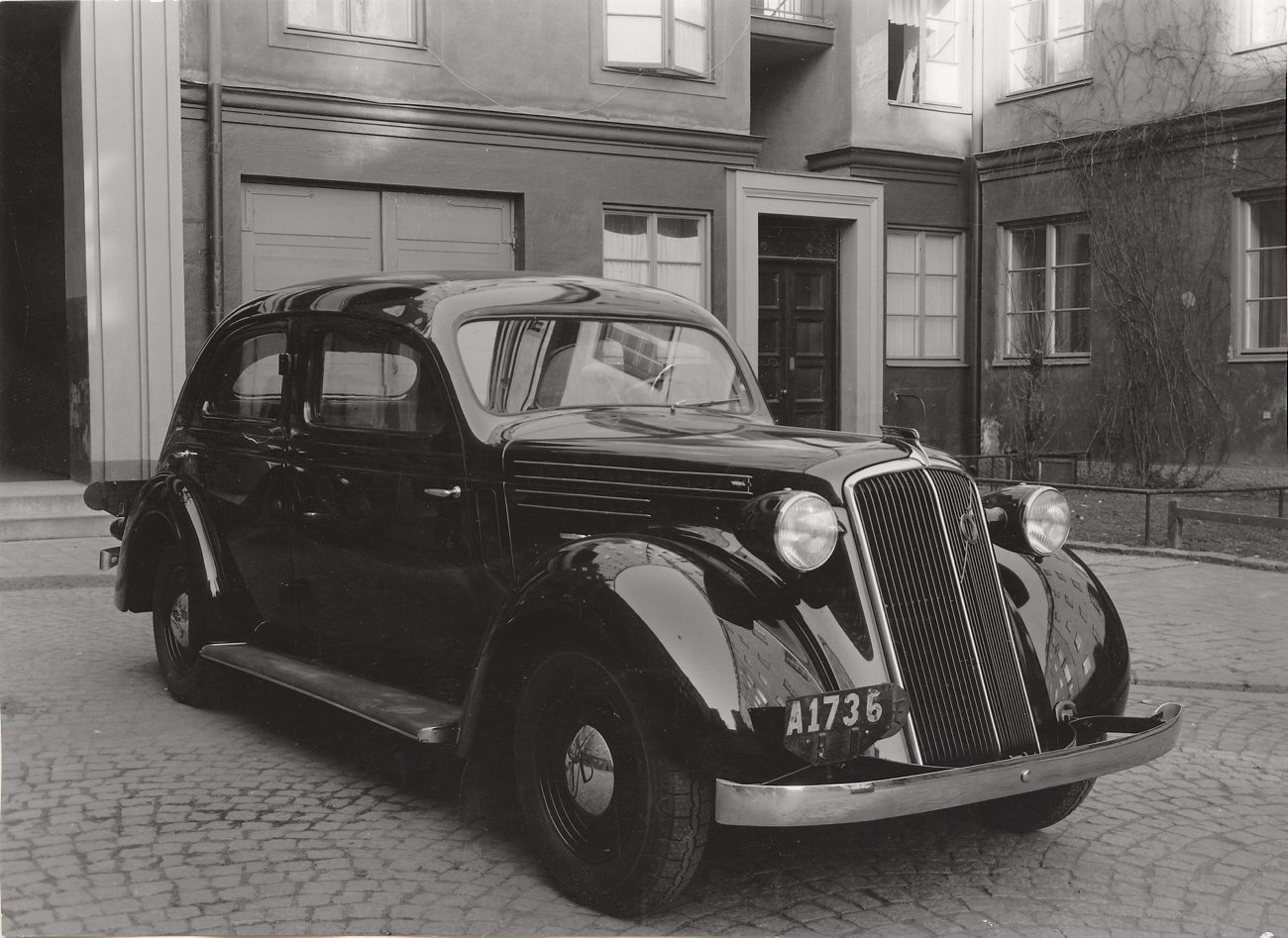
PV51.

Malgré tout, les plus luxueuses PV652 à PV659 lancées entre 1930 et 1935 se vendent pire encore dans un contexte économique toujours difficile. En 1933 est présenté le concept Venus Bilo pour explorer les possibilités d’une voiture plus à l’avant-garde technique et esthétique. En 1935, AB Volvo devient indépendant de SKF et est introduit à la bourse de Stockholm,. La PV36 « Carioca » sort la même année. Elle reprend plusieurs aspects de la Venus Bilo dont le style streamline populaire en Amérique du Nord mais pas en Suède,. Souvent jugée extravagante, c’est un échec commercial,.
Face à des ventes qui restent faibles, Volvo décide de produire plus petit, plus simple et moins cher. La PV51 et la PV52 sortent respectivement en 1936 et 1937. Les chiffres repartent à la hausse. La même année, alors que le contexte international se tend toujours un peu plus, les ingénieurs débutent la conception d’un véhicule de transport militaire tout terrain.
En 1938, les PV53 à PV57 remplacent les deux modèles précédents en apportant de légères améliorations,. Bien que les automobiles se cantonnent encore à la Suède, les ventes progressent. Une succesion plus démarquée est planifiée pour 1940 mais la Seconde Guerre mondiale éclate et le projet est considérablement ralenti.

### Premiers succès automobiles (1940-1969)
Le déclenchement du conflit arrête presque totalement les ventes,. Le constructeur cherche de nouveaux débouchés en concevant des tracteurs qui ne sont toutefois fabriqués qu’après la fin de la guerre. La stratégie de partenariats et de rachat des fournisseurs continue néanmoins. En 1941, Volvo acquiert la majorité des parts de Svenska Flygmotor AB avec qui elle coopère déjà pour intégrer son savoir-faire en mécanique de précision tout en diversifiant ses activités. En 1943, Köpings Mekaniska Verkstads AB (transmissions) est absorbé, devenant Volvo Köping, de même que Svenska Stålpressnings AB d’Olofström (carrosserie) en 1969.
La neutralité de la Suède permet à Volvo de prendre de l’avance sur ses concurrents en réfléchissant déjà à l’après-guerre. Deux programmes sont menés. D’une part, la conception d’une petite voiture, taille populaire en Europe,,. D’autre part, la mise au point de trois moteurs : un pour la petite voiture, un pour un plus grand modèle et un Diesel pour poids lourds en remplacement des moteurs Hesselman,. Les ventes de camions, gazogènes et véhicules militaires financent les recherches,.

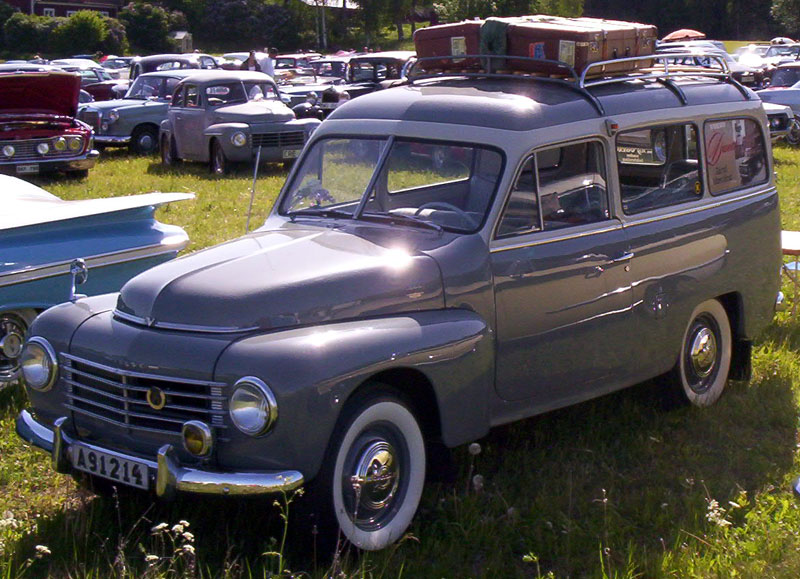
PV445 (Duett), identique à l’avant à la PV444 (période 1953-1960).

Le premier programme aboutit à la série PV444 (1947-1958). Comme ses prédécesseures, elle est largement inspirée des modèles américains, nombreux sur les routes suédoises. Les fournisseurs américains produisant pour des automobiles domestiques plus grosses et lourdes, la PV444 est inhabituellement robuste pour sa taille. Sa réputation de fiabilité et de durabilité devient une stratégie publicitaire à long terme,. C’est le premier grand succès du constructeur,. Toutefois, les pénuries de ressources persistent après la guerre, empêchent de répondre à la demande et retardent la production qui reste limitée pendant plusieurs années,,. La chute des devises partout dans le monde restreint temporairement les opportunités d’export. Les séries PV820 (1947-1948) et PV830 (1950-1958) renouvellent une dernière fois la ligne de taxis et véhicules spécifiques, liés à une baisse de la demande,.
La PV445 sort en 1949, version châssis de la PV444. Volvo propose ses propres déclinaisons break de la PV445, rassemblées sous le nom de Duett (1953-1969). Elles mettent en avant autant leurs capacités de loisirs que de travail. Leur popularité est grande et elles deviennent une spécialité du constructeur.
Une incursion dans les sportives est tentée avec la P1900 (1956-1957) mais de nombreux problèmes écourtent la production,. La seconde tentative est plus fructueuse avec la P1800 (1961-1972),.
Le travail pour compléter les séries PV avec un modèle plus gros et haut de gamme commence dès le début des années 50, l’occasion d’ouvrir en 1950 un département de design dirigé par Jan Wilsgaard. Plusieurs concepts préparent le terrain, en cherchant à plaire aux hommes comme aux femmes (comme la PV444), peu courant à l’époque. La série P120 « Amazon » (1957-1967) est avant tout un rafraîchissement esthétique de la PV444. Elle est l’un des plus grands succès du constructeur et parmi ses modèles emblématiques.

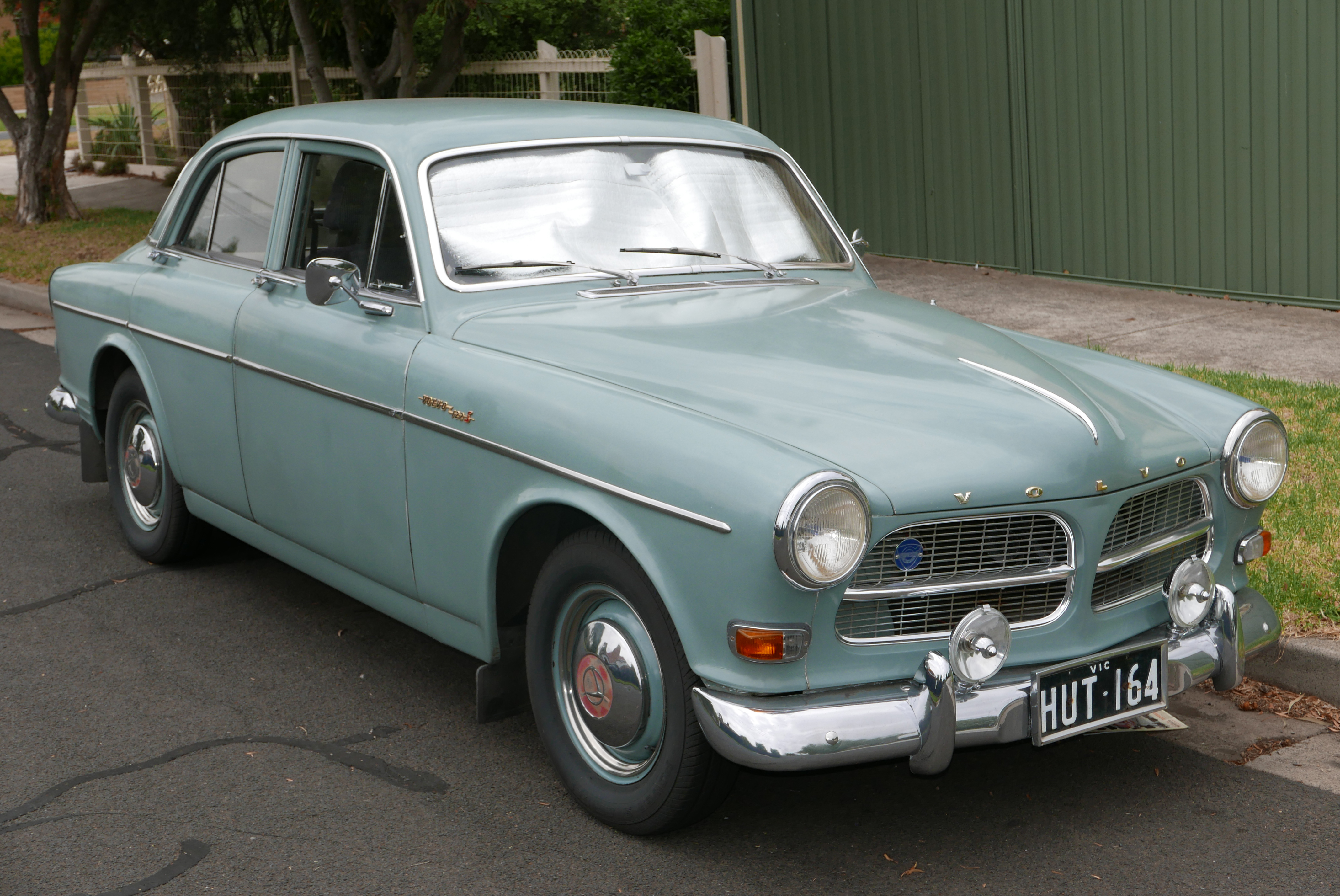
Amazon variante 122S (période 1962-1967).

La PV544 (1958-1965) est une évolution directe de la PV444 intégrant de multiples sécurités de conduite,. Elle consolide l’implantation sur le marché américain amorcée timidement en 1955 avec la PV444 et connaît vite un certain succès pour une marque étrangère,,. Sa durabilité est telle qu’elle provoque la protestation de plusieurs concessionnaires américains. À cette période, Volvo s’implique dans le sport automobile pour améliorer sa visibilité et les PV444 et 544 connaissent une certaine réussite en rallye,.
Dans le monde, la fin des pénuries et le fort développement économique des années 1950 profitent à Volvo. À partir de 1949, plus de voitures que de poids lourds sont produits mais le secteur automobile ne devient rentable que quelques années plus tard,. Les ventes passent de 7 306 véhicules en 1939 à 145 136 en 1965,. Gabrielsson trouve le capital initial nécessaire à l’expansion internationale dans le fonds de pension des employés, non sans causer des remous. En 1963, les États-Unis deviennent le premier marché d’exportation.
L’explosion de la demande annonce, un dépassement des capacités du site de Lundby dès les années 1950. Volvo étant l’un des principaux exportateurs du pays, le projet d’agrandissement est d’intérêt national et soutenu par l’État suédois. Volvo bâtit donc une immense usine à Torslanda inaugurée par le roi Gustave VI Adolphe le 24 avril 1964,.
La construction de nombreuses autres installations témoigne aussi d’un développement rapide : école de services techniques (1951), piste d’essais à Säve (1955), usines d’assemblage à Halifax (1963), Gand (1965), Lima (1965) et Kuala Lumpur (1968) en plus de coopérations à Arica et Durban, acquisition de l'usine de pièces mécaniques d’Umeå (1964) et ouverture d’un site pour l’équipement intérieur à Bengtsfors (1965). Le nombre d’employés passe de 3 000 en 1947 à 34 048 en 1969. En 1964, Volvo devient la plus grande entreprise de Suède.
L’acquisition d'AB Bolinder Munktell en 1954 et Arvikaverken en 1960 permet d’intégrer les marchés de la construction, des mines et de l’agriculture,. L’activité de moteurs est considérablement accrue avec une usine supplémentaire à Köping.

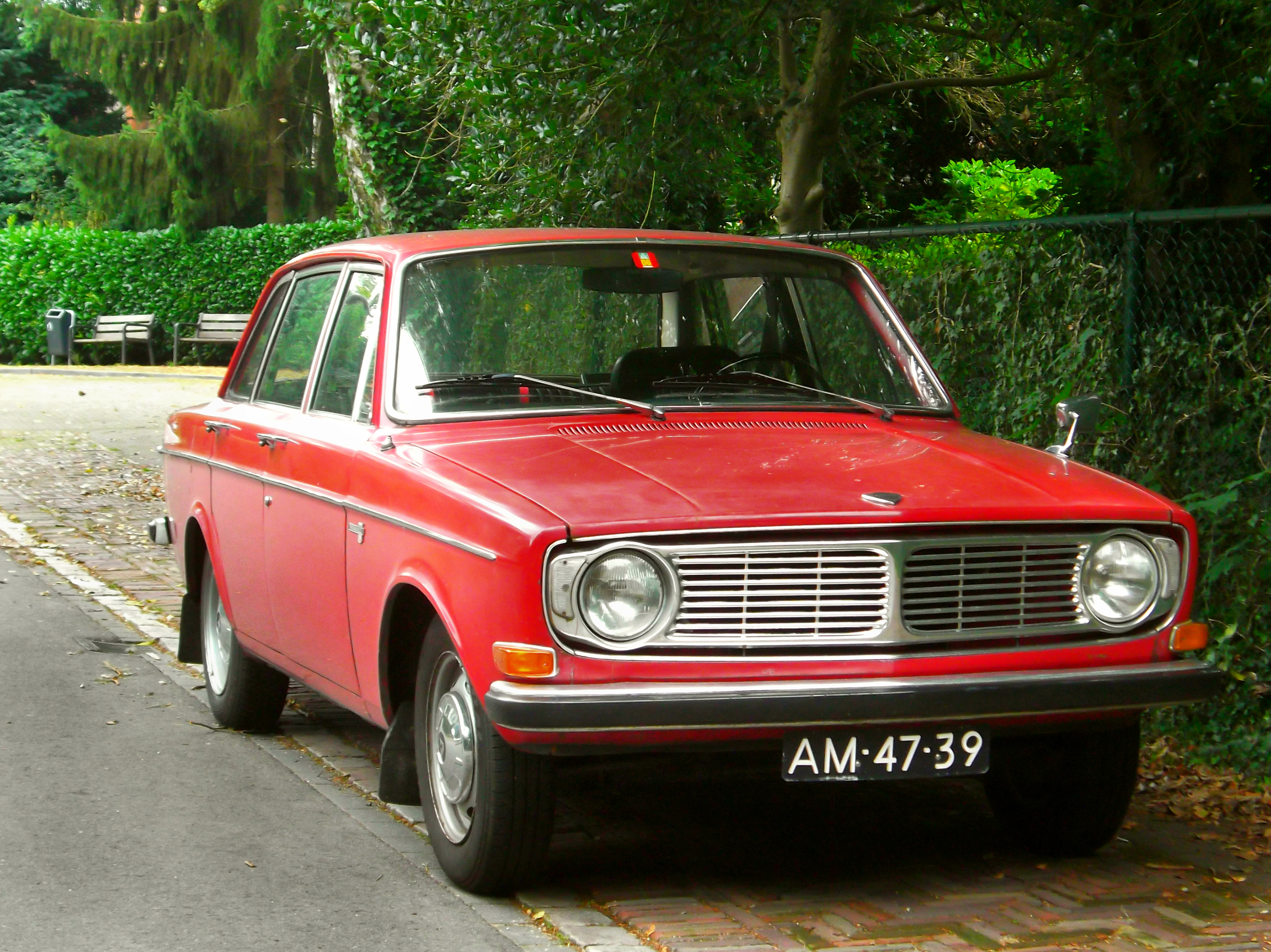
144 (période 1966-1970).

Gustaf Larson se retire de l’équipe exécutive en juillet 1952, mais reste membre du conseil d’administration jusqu'à sa mort en 1968. En 1956, Assar Gabrielsson quitte le poste de directeur général, Gunnar Engellau lui succédant, et devient président du conseil jusqu’en mai 1962,.
Les années 1950 et 1960 voient aussi un grand développement de la sécurité,, avec en particulier en 1959 l’invention et l’introduction de la ceinture de sécurité moderne, et en 1967 le premier siège enfant dos à la route au monde,. Entre 1954 et 1956 et à partir de 1958, une garantie-assurance de 5 ans couvrant tout sinistre est mise en place, prolongeable dès 1960 par une assurance. Cette politique dure jusqu’en 1999 et le rachat de la division automobile par Ford. Le constructeur cherche à faciliter la réparation de ses voitures et en diminuer les coûts, tant pour augmenter la satisfaction client que la rentabilité de sa garantie.
L’introduction en 1967 d’un système de contrôle des émissions et en 1969 de l’injection directe marque les premières mesures environnementales,.
En 1966, la 144 succède à la P120. La série 140 (1966-1974) annonce un design extérieur plus anguleux que Volvo conserve jusqu’à la fin des années 1990. Rationnelle, elle consolide la stratégie de qualité et de fiabilité où désormais le confort pratique et la sécurité priment sur l’esthétique,. La sécurité est justement très étudiée avec des équipements encore peu répandus,. Elle initie une numérotation partiellement utilisée pour les modèles précédents, où le deuxième chiffre indique le nombre de cylindres et le troisième le nombre de portes. La 145 inscrit définitivement Volvo comme un fabricant de breaks majeur avec un train arrière qui devient caractéristique du constructeur. Des versions deux portes (142) et luxe (164) sont aussi proposées,.

### Les «briques» Volvo (1970-1999)
En 1971, Pehr G. Gyllenhammar est nommé directeur général et cherche à étendre et moderniser les activités de Volvo,,. Bien que les ventes progressent continûment, elles ne reposent plus guère que sur la série 140. La vie de la 1800ES (1971-1973), version break de chasse de la P1800 est écourtée par des normes de sécurité et de pollution toujours plus élevées,.
La série 240 (1974-1993) est une évolution très rationnelle de la série 140 approfondissant les orientations de qualité, de sécurité, de confort pratique et de fiabilité avec une meilleure efficience pour respecter les nouvelles normes d’émission. Son allure rectangulaire encore plus prononcée lui attire de nombreuses critiques. Avec la série 260 (1975-1985) qui succède à la 164, elle constitue le cœur de gamme pendant les années 1970 et 80. En 1979, le premier moteur Diesel (conçu par Volkswagen) est introduit pour la 240,.

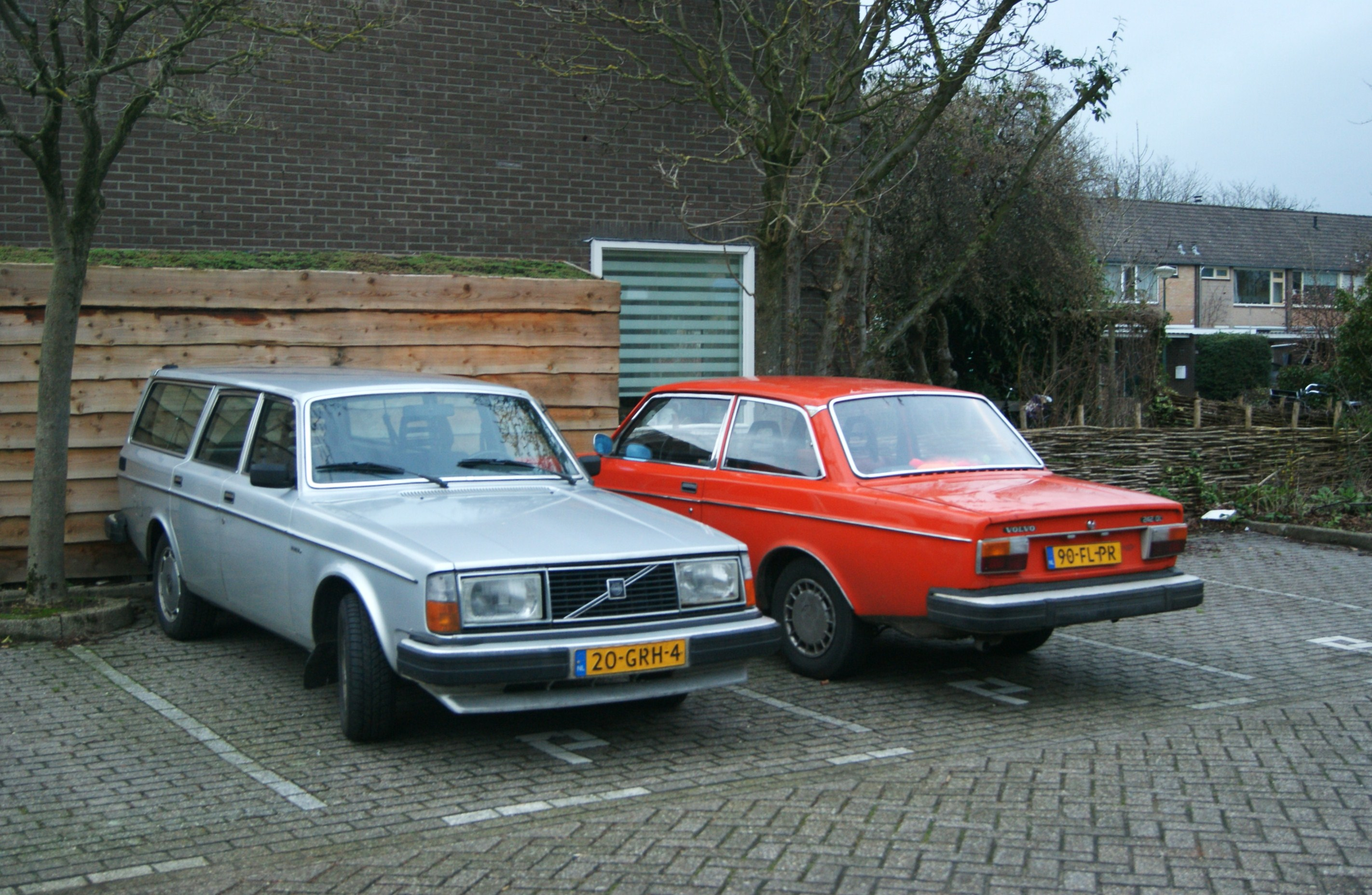
245 DL (période 1977-1979, gauche) et 242 DL (période 1974-1976, droite).

En 1972 et 1975, Volvo acquiert 33 % puis 75 % de DAF Car B. V. qui devient alors Volvo Car B. V., donnant accès à une gamme de voitures compactes et ses installations industrielles,,. La 66 (1975-1980) est un remaniement qualitatif de la DAF 66. La série 340 (1976-1991) lui succède. En 1981, l’entrée au capital de l’État néerlandais finance le développement de la 360 (1982-1989) plus haut de gamme,.
En 1973-1974, les États-Unis deviennent le premier marché de Volvo, pays traditionnellement difficile pour les Européens. Mais l’émergence de marques haut de gamme japonaises et la popularité croissante des breaks Subaru érodent ses parts de marché,. La Suède reprend la première place en 1979. En 1981, Volvo devient malgré tout la première marque importée aux États-Unis puis s’efface au profit des Japonaises après le krach d’octobre 1987,.
Il apparaît nécessaire de développer un modèle majeur pour le début des années 1980, similaire à la série 240, mais avec plus de volume intérieur, de confort et de puissance pour se mesurer aux BMW et Mercedes,. L’objectif est de développer une image de constructeur de voitures familiales haut de gamme. La 760 (1982-1990) est le fruit d’un long travail préparatoire. La 240 et la 760 cohabitent en fait pendant 8 ans et la seconde succède dans les faits à la 264. La 740 (1984-1992), moins équipée, se positionne en milieu de gamme. Pour optimiser les coûts et simplifier la conception, les versions break partagent plus de caractéristiques avec les versions berline. Dorénavant, chaque modèle propose une version berline et une version break.
La fin des années 1970 voit l’optimisation des capacités de production par l’automatisation. Deux nouvelles usines d’assemblage innovent dans l’organisation du travail et les techniques de production : l’usine de Kalmar (1974-1994) et celle d’Uddevalla en (1985-1993),. Pehr Gyllenhammar veut en faire des usines visionnaires. D’autres structures importantes sont construites : centre de recherche (1972) qui, entre autres missions, étudie régulièrement les accidents impliquant ses modèles, ; piste d’essai à Hällered (années 1970) encore utilisée aujourd’hui, une autre en Arizona (1984) ; usines de Färgelanda et Tanumshede pour l’équipement intérieur (première moitié des années 1970) ; usine de moteurs à Skövde (1975). L’assemblage d’unités débute à Jakarta (1975) et Bangkok (1976). Une usine est prévue à Chesapeake pour 1977 sans aboutir. Un bureau de design ouvre en 1991 en Californie.

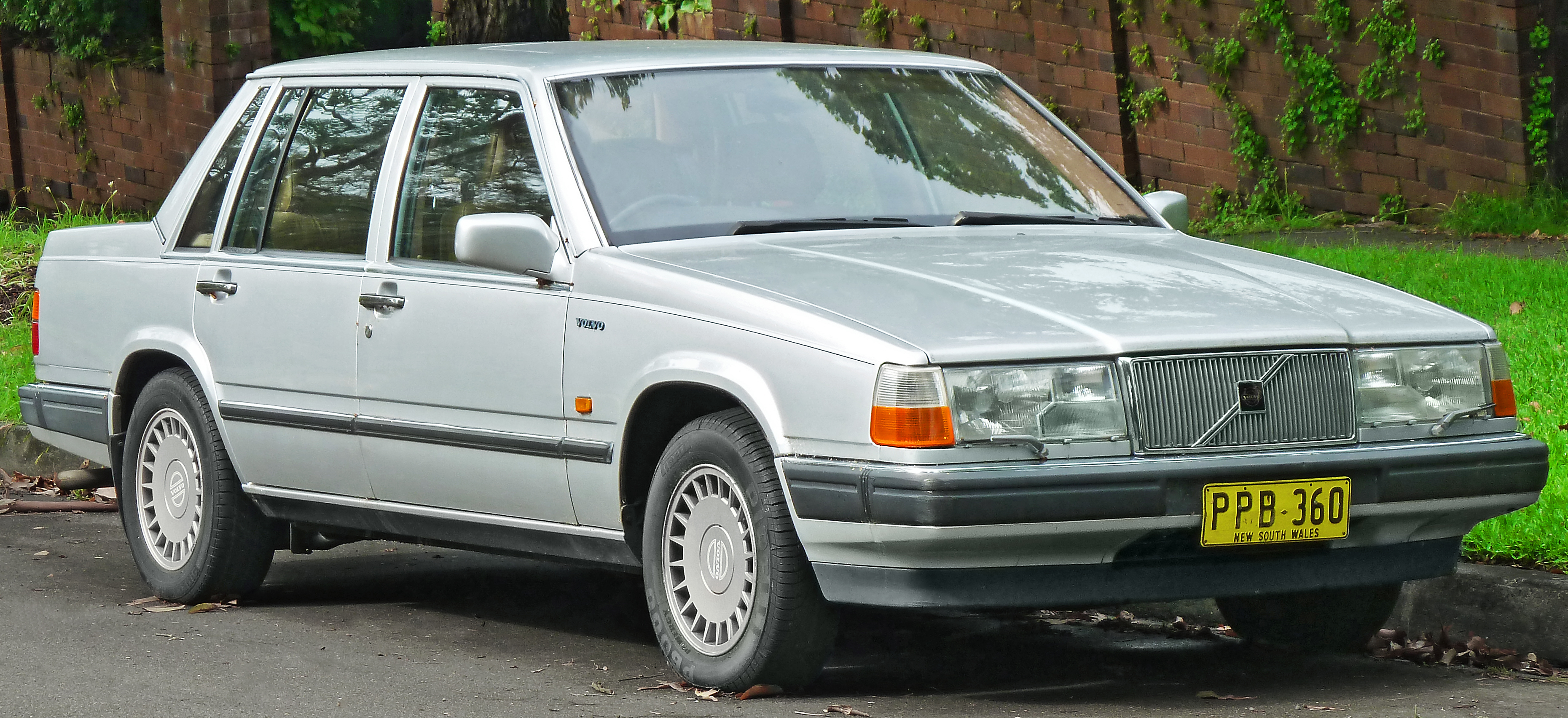
760 GLE berline (période 1987-1989).

Les chocs pétroliers de 1973 et 1979 font décliner les ventes, mettant les constructeurs en surcapacité,. La relative petite taille de Volvo rend difficile d’assumer les coûts de développement accrus par les exigences de sécurité et d’économie de carburant. Coopérations et sources de financement sont donc recherchées. En 1974, le moteur PRV, co-développé avec Peugeot et Renault, équipe le haut de gamme,. En mai 1977, un projet de fusion avec Saab est annoncé pour partager plates-formes et pièces, mais après trois mois d’hésitations, l’opération est annulée.
En 1978, Pehr Gyllenhammar se tourne vers l’État norvégien où 40 % de Volvo seraient échangés contre 200 millions de couronnes en licence pour 10 % du gisement d’Oseberg. Ce projet suscite l’opposition d’une partie des actionnaires. Une frange de l’opinion publique voit un risque pour l’identité suédoise de Volvo et l’industrie du pays. L’accord est finalement annulé en 1979,.
En 1978 toujours, la division automobile de Volvo devient une filiale, Volvo Car Corporation, dirigée par Håkan Frisinger. Les voitures représentent alors la moitié du chiffre d’affaires du groupe, se vendant dans près de cent pays,. Au début des années 1980, Volvo devient le plus gros producteur de breaks en Europe. Les successeurs de Frisinger sont Roger Holtback en 1984, Lennart Jeansson en 1990, Per-Erik Mohlin en 1994 et Tuve Johannesson en 1995.
En 1979, une coopération avec Renault en recherche et développement et design est conclue. Renault entre au capital de Volvo Car Corporation entre 1979 et 1983, permettant le financement du projet Galaxy : conception d’une nouvelle génération de compactes, fin de la série 700 et un tout nouveau cœur de gamme pour les années 90,,. Un projet de fusion est initié en 1990, mais en 1991 la situation financière se dégrade et Volvo termine son premier exercice déficitaire depuis 1929 dans une période trouble pour les économies scandinaves,. De nombreux cadres et actionnaires de Volvo sont réticents à cette fusion alors que la coopération est déjà houleuse. Des fuites annoncent un large avantage pour Renault. Le rétablissement financier du groupe, le rejet de l'accord par l'assemblée des actionnaires et une fronde menée par le directeur général Soren Gyll poussent Pehr Gyllenhammar à annuler le projet en décembre 1993 et démissionne avec le conseil d’administration,.

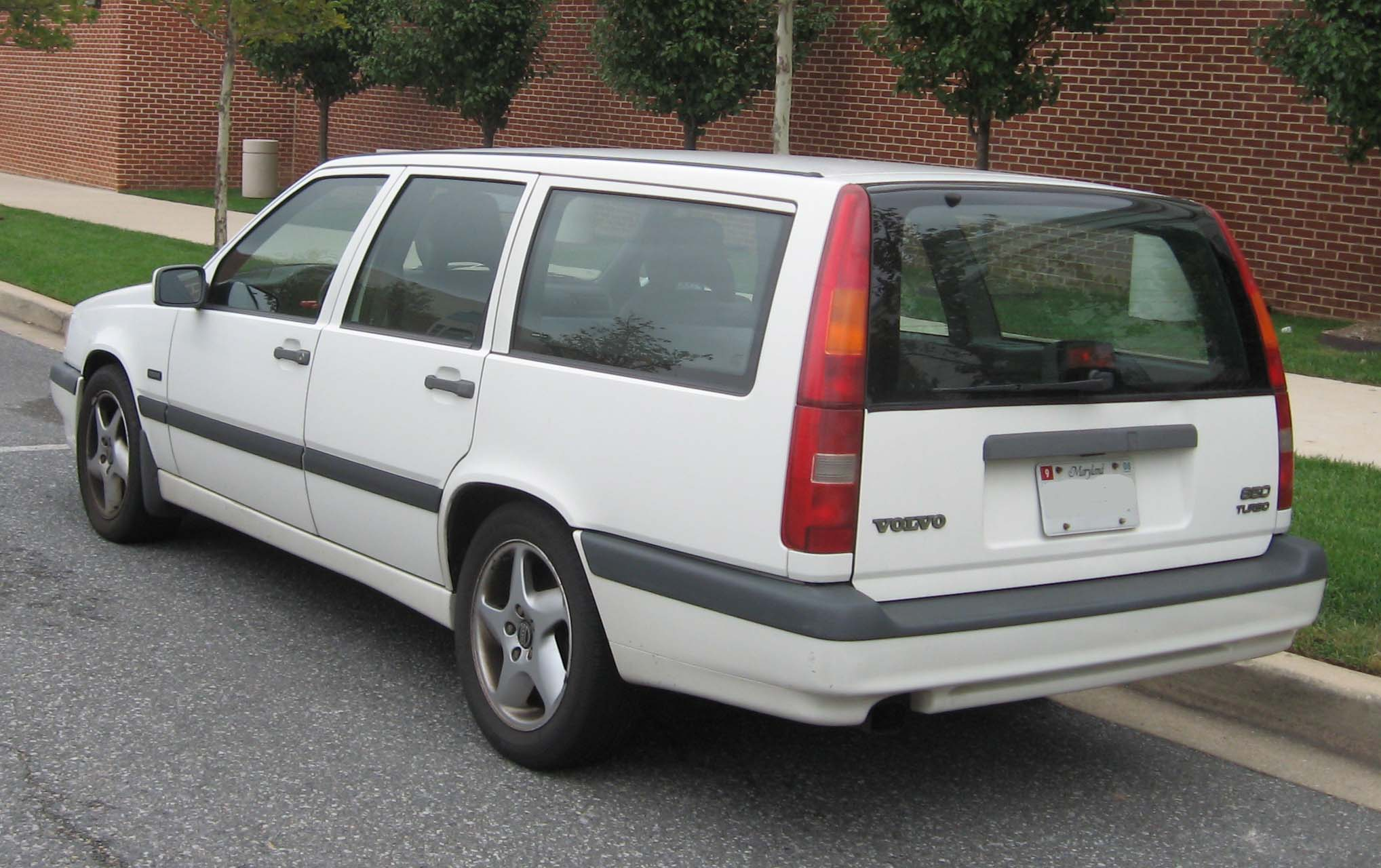
850 break (1993-1996).

Entre 1980 et 1983, la numérotation distinctive des variantes deux portes (terminant par 2), quatre portes (terminant par 4) et breaks (terminant par 5) disparaît. La numérotation 240, 260… est alors la même pour toutes les variantes d’une série,.
La 440 (1988-1996) succède à la série 340 sans connaître la même popularité. Elle partage la même base technique que la sportive 480 (1985-1995) et la 460 (1989-1996) qui remplace la 360,.
Les 940 (1990-1998) et 960 (1990-1997) sont des mises à jour des 740 et 760 intégrant de nouveaux équipements de sécurité dont, premières mondiales, la ceinture trois points inertielle de série et l’appuie-tête à la place arrière du milieu. Elles deviennent en 1997 la berline S90 et le break V90,.
Au début des années 1990, la gamme de Volvo est vieillissante, essentiellement des rafraîchissements de modèles sortis dans les années 1970. Un nouveau cœur de gamme est développé quasiment de zéro depuis le début des années 1980,. Projet industriel le plus gros et risqué du groupe jusqu’alors, la 850 (1991-1996) intègre quatre premières mondiales : moteur transverse cinq cylindres en traction, essieu arrière Delta-link combiné à une suspension indépendante, protection contre les impacts latéraux et ceintures autoajustées,. Dernier modèle au dessin supervisé par Jan Wilsgaard, la version break adopte des feux arrière tout en hauteur, encore aujourd’hui distinctifs des breaks et VUS Volvo,. Franc succès, la 850 dépoussière l’image du constructeur. En 1996, elle est mise à jour et renommée en S70 pour la berline et V70 pour le break (1996-2000). En 1997, une version toutes roues motrices (une première pour Volvo Cars) et aux capacités tout chemin du V70 est introduite : le V70 XC (1997-2000). Cette configuration popularisée par la Subaru Outback se vend bien et est appliquée depuis à chaque nouvelle génération de break,.
Au début de cette décennie encore, Volvo cherche un partenaire pour développer une nouvelle génération de compactes. Une co-entreprise avec Mitsubishi et l’État néerlandais, Nedcar, est créée en 1991 et remplace Volvo Car B. V. et une usine est construite à Born. Le S40/V40 (1995-2004) concentre les avancées de la 850 dans un format compact. Il porte le renouveau stylistique du nouveau directeur du design Peter Horbury,. Il inaugure aussi une nouvelle nomenclature qui reflète le partage des plates-formes techniques par plusieurs modèles : S (Saloon) pour les berlines, V (Versatility) pour les breaks, XC (Cross-country) pour les tout-terrain, C pour les coupés et cabriolets et R (Racing) pour les sportives, suivi d’un nombre (40, 60…) suggérant la taille. En 1998, l’État néerlandais quitte Nedcar. Le partenariat s’approfondit puis est interrompu par l’alliance de Mitsubishi avec Daimler-Chrysler en avril 2001 qui force à couper tout lien avec Volvo Cars.

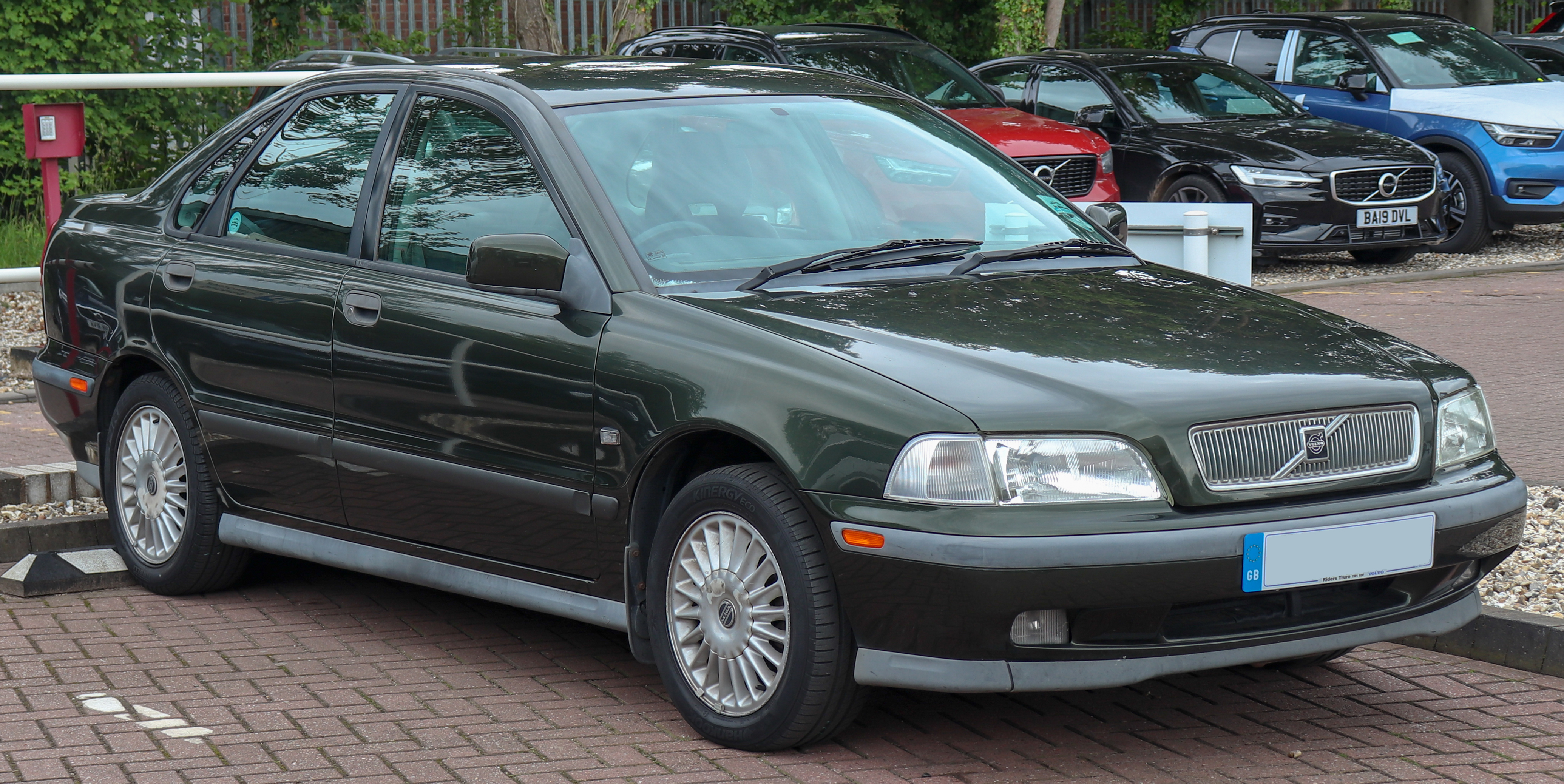
S40 I (période 1995-1999).

Volvo noue des partenariats sportifs et culturels à partir des années 1970, dont les Jeux olympiques d’hiver de 1994. En 1997, Volvo devient commanditaire de la prestigieuse course à la voile The Ocean Race, baptisée un temps « Volvo Ocean Race »,,.
Le S80 (1998–2006) renouvelle le haut de gamme avec une nouvelle plate-forme, un nouveau moteur 6 cylindres et une protection contre le coup de fouet cervical. C’est la première auto dotée d’une déclaration environnementale.
Plusieurs sportives et coupés sont commercialisés après la 1800ES : la 262C (1977-1981) fabriquée par Bertone ; la 780 (1985-1990) également produite par Bertone ; la 480 (1985-1995) de Volvo Car B. V., première traction du constructeur ; le C70 (1996-2013), développement conjoint avec Tom Walkinsaw Racing et Pininfarina, d’abord en coupé puis en cabriolet,.
Plusieurs premières dans la sécurité sont mises au point : le siège enfant dos à la route (1972), le réhausseur (1978), le réhausseur intégré à la banquette arrière (1990), un système de protection contre les impacts latéraux SIPS (1991), les airbags latéraux (1994), un système de protection contre les coups de fouet cervicaux WHIPS (1998). En 1976, les 240 et 260 sont choisies comme étalons de sécurité par l’agence américaine de sécurité routière. Le constructeur est un des fondateurs de la norme Isofix.
Volvo se dote d’une politique environnementale à partir de 1972 et est à l’origine de quelques premières dans le domaine comme l’ancêtre du pot catalytique moderne (1974), la sonde Lambda (1976), le pot catalytique à trois voies (1976) et un revêtement de radiateur convertissant l’ozone en oxygène (1999). Des propulsions alternatives ont été expérimentées sans être nécessairement commercialisées comme les moteurs électriques (1977), les hybrides turbine à gaz-électrique (1992) et essence-gaz naturel (1996), le GPL et le biodiesel,,.

### 1999: Volvo dans le groupe Ford
En 1999, Volvo AB cède sa branche automobile au groupe Ford pour 6,5 milliards de dollars.
Le 1er octobre 2005, Frederik Arp prend la tête de Volvo Car Corporation, aujourd'hui Volvo, succédant à Hans Olov Oslon. L'entreprise a vendu en 2005 un peu moins de 500 000 voitures. L'objectif du nouveau PDG est d'en vendre au moins 600 000. La même année, la compagnie devint la seule marque haut de gamme rentable du groupe Ford.
En 2008, Frederick Arp est remplacé par Stephen Odell. Dans le groupe Ford depuis 1980, il a exercé diverses fonctions d'encadrement dans le domaine des ventes et du marketing, notamment chez Jaguar et Mazda.
Volvo produit dès le début des années 2000 le XC90 (apparu en 2002). Avec l'engouement du public pour les SUVs, Volvo diversifie sa gamme avec des modèles plus petits, le XC60 (disponible depuis 2008)

### 2010: Rachat par Geely
La vente de Volvo, au chinois Zhejiang Geely Holding Group, a été annoncée en décembre 2009 et signée au siège suédois de Volvo, le 28 mars 2010, par Lewis Booth, directeur financier du groupe Ford, et Li Shufu, président de Geely.
Le montant de la transaction est de 1,8 milliard de dollars (1,26 milliard d’euros),,,.
En mai 2013, Volvo met en production le premier modèle de sa nouvelle famille de moteurs 4 cylindres hautes performances. Les premiers modèles de moteur équipent les Volvo S60, V60, XC60, V70, XC70 et S80 à la rentrée 2013.
En juillet 2015, Volvo achète le préparateur Polestar qui devient la division performance officielle de Volvo. En juillet 2018, il devient une société distincte et indépendante, codétenue par Volvo Cars et le groupe Geely. Polestar développe depuis lors des véhicules hybrides et électriques de performance.

### 2017: Transition vers des voitures électriques
En avril 2017, Volvo et Veoneer, entreprise suédoise spécialisée dans la protection des occupants, fondent Zenuity pour le développement logiciel d'aide avancée à la conduite et de conduite autonome.
En juillet 2017, Volvo a annoncé qu'il planifie en 2019 l'arrêt de la production de voitures dotées de moteur 100% thermique - c'est le premier constructeur automobile à faire ceci. Après 2019, toutes les voitures Volvo auront un moteur électrique.
En août 2017, Volvo et Geely fondent Lynk & Co, un constructeur centré sur les jeunes adultes et explorant des pratiques encore peu répandues dans l'industrie comme la connectivité poussée, l'autopartage et la vente directe en ligne.
Le constructeur suédois annonce en mars 2021 qu'elle ne construira plus que des voitures électriques d’ici 2030, vendues uniquement en ligne.

## Invention de la ceinture de sécurité moderne
En 1959, Volvo introduit la ceinture de sécurité moderne, inventée par Nils Bohlin, premier ingénieur sécurité de la société,. Avant d'être embauché en 1958 pour travailler à ce sujet, Bohlin participe à la conception de sièges éjectables chez le constructeur aéronautique Saab. Il existait déjà des ceintures de sécurité à deux ou trois points d'ancrage, avec la première ceinture trois points en Y inventée par Roger W. Griswold et Hugh DeHaven en 1955 pour l'aéronautique. Toutefois, l'expérience de Bohlin lui permet d'améliorer la technologie en la rendant à la fois plus efficace, confortable et facile à utiliser en automobile,. Le brevet est finalement déposé le 29 août 1958.
L'invention est alors introduite pour la première fois aux places avant des modèles 121 Amazon et PV544 en 1959,. Le brevet ayant été gardé ouvert, la ceinture de sécurité à trois points d'ancrage de Bohlin se diffuse largement chez les autres constructeurs au point qu'elle est en 2017 un élément de sécurité routière obligatoire dans 105 pays.

## Origine du nom et logo
Le nom de Volvo vient de SKF, la société mère de Volvo, qui fabriquait auparavant un type de roulement à une rangée de billes dénommé « Volvo » (dérivé du latin, signifiant « je roule ») - un nom qui convenait parfaitement aux nouveaux produits automobiles.
Le logo de Volvo comprend le symbole de Mars, en raison de son association avec le fer, donc l'industrie sidérurgique.

## Crash-test
En novembre 2020, Volvo a poussé son crash-test plus loin que ses concurrents. En effet, le constructeur suédois d’automobiles a lâché dix véhicules neufs du haut d’une grue afin de tester leur solidité. Ce crash-test a aussi permis aux pompiers de s’entraîner à pouvoir ouvrir une voiture accidentée.

## Sites du constructeur

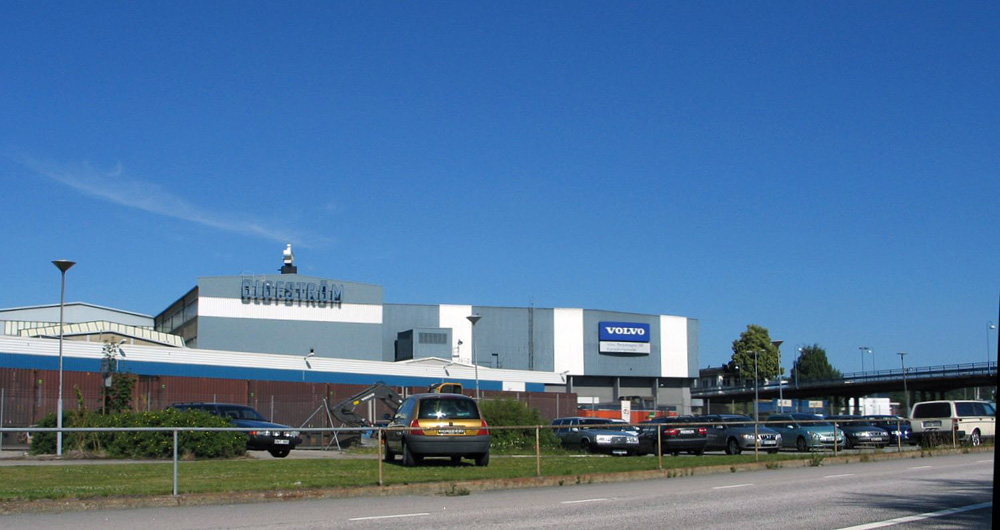
Site d'Olofström, Suède.

Le groupe Volvo Cars produit ses automobiles en Suède, en Belgique, en Chine et aux États-Unis. La Malaisie et l'Inde accueillent également chacune une usine d'assemblage. Certains éléments sont produits à part en Suède et en Chine, comme les moteurs à Skövde depuis 1930 et à Chengdu depuis 2015, ou des éléments de carrosserie à Olofström depuis 1969.
La recherche et développement se fait à Göteborg en Suède, Camarillo aux États-Unis et Shanghai tandis que des bureaux de design sont localisés à Göteborg et Camarillo.
En décembre 2019, 75 % des 45 233 salariés de Volvo sont en Europe, dont 59 % en Suède. 19 % des emplois sont localisés en Chine, 4 % aux États-Unis et 2 % dans d'autres pays.
| Sites opérés par Volvo Cars (septembre 2020) |                      |                      |                      |                      |                      |                      |                      |                      |                      |                      |                      |                      |                      |                      |                      |                      |                      |                      |                      |                      |                      |                      |                      |                      |                                      |                            |                            |                            |                            |                            |                            |                            |                            |                            |                            |                            |                            |                            |                            |                            |                            |                            |                            |                            |                            |                            |                            |                            |                            |                            |                            |                            |                            |                            |                            |                            |                            |                            |                            |             |             |             |             |             |             |             |             |             |             |             |             |             |             |             |             |             |             |             |             |                  |                  |                  |                  |                  |                  |                  |                  |                  |                  |                  |                  |                  |                  |                  |                  |                  |                  |                  |                  |
| Lieu                                         | Lieu                 | Lieu                 | Lieu                 | Lieu                 | Lieu                 | Lieu                 | Lieu                 | Lieu                 | Lieu                 | Lieu                 | Lieu                 | Lieu                 | Lieu                 | Lieu                 | Lieu                 | Lieu                 | Lieu                 | Lieu                 | Lieu                 | Lieu                 | Lieu                 | Lieu                 | Lieu                 | Lieu                 | Modèle ou élément fabriqué           | Modèle ou élément fabriqué | Modèle ou élément fabriqué | Modèle ou élément fabriqué | Modèle ou élément fabriqué | Modèle ou élément fabriqué | Modèle ou élément fabriqué | Modèle ou élément fabriqué | Modèle ou élément fabriqué | Modèle ou élément fabriqué | Modèle ou élément fabriqué | Modèle ou élément fabriqué | Modèle ou élément fabriqué | Modèle ou élément fabriqué | Modèle ou élément fabriqué | Modèle ou élément fabriqué | Modèle ou élément fabriqué | Modèle ou élément fabriqué | Modèle ou élément fabriqué | Modèle ou élément fabriqué | Modèle ou élément fabriqué | Modèle ou élément fabriqué | Modèle ou élément fabriqué | Modèle ou élément fabriqué | Modèle ou élément fabriqué | Modèle ou élément fabriqué | Modèle ou élément fabriqué | Modèle ou élément fabriqué | Modèle ou élément fabriqué | Modèle ou élément fabriqué | Modèle ou élément fabriqué | Modèle ou élément fabriqué | Modèle ou élément fabriqué | Modèle ou élément fabriqué | Modèle ou élément fabriqué | Type        | Type        | Type        | Type        | Type        | Type        | Type        | Type        | Type        | Type        | Type        | Type        | Type        | Type        | Type        | Type        | Type        | Type        | Type        | Type        | Marché           | Marché           | Marché           | Marché           | Marché           | Marché           | Marché           | Marché           | Marché           | Marché           | Marché           | Marché           | Marché           | Marché           | Marché           | Marché           | Marché           | Marché           | Marché           | Marché           |
| Torslanda (Göteborg)                         | Torslanda (Göteborg) | Torslanda (Göteborg) | Torslanda (Göteborg) | Torslanda (Göteborg) | Torslanda (Göteborg) | Torslanda (Göteborg) | Torslanda (Göteborg) | Torslanda (Göteborg) | Torslanda (Göteborg) | Torslanda (Göteborg) | Torslanda (Göteborg) | Torslanda (Göteborg) | Torslanda (Göteborg) | Torslanda (Göteborg) | Torslanda (Göteborg) | Torslanda (Göteborg) | Torslanda (Göteborg) | Torslanda (Göteborg) | Torslanda (Göteborg) | Torslanda (Göteborg) | Torslanda (Göteborg) | Torslanda (Göteborg) | Torslanda (Göteborg) | Torslanda (Göteborg) | V60                                  | V60                        | V60                        | V60                        | V60                        | V60                        | V60                        | V60                        | V60                        | V60                        | V60                        | V60                        | V60                        | V60                        | V60                        | V60                        | V60                        | V60                        | V60                        | V60                        | V60                        | V60                        | V60                        | V60                        | V60                        | V60                        | V60                        | V60                        | V60                        | V60                        | V60                        | V60                        | V60                        | V60                        | V60                        | Fabrication | Fabrication | Fabrication | Fabrication | Fabrication | Fabrication | Fabrication | Fabrication | Fabrication | Fabrication | Fabrication | Fabrication | Fabrication | Fabrication | Fabrication | Fabrication | Fabrication | Fabrication | Fabrication | Fabrication | Monde            | Monde            | Monde            | Monde            | Monde            | Monde            | Monde            | Monde            | Monde            | Monde            | Monde            | Monde            | Monde            | Monde            | Monde            | Monde            | Monde            | Monde            | Monde            | Monde            |
| Torslanda (Göteborg)                         | Torslanda (Göteborg) | Torslanda (Göteborg) | Torslanda (Göteborg) | Torslanda (Göteborg) | Torslanda (Göteborg) | Torslanda (Göteborg) | Torslanda (Göteborg) | Torslanda (Göteborg) | Torslanda (Göteborg) | Torslanda (Göteborg) | Torslanda (Göteborg) | Torslanda (Göteborg) | Torslanda (Göteborg) | Torslanda (Göteborg) | Torslanda (Göteborg) | Torslanda (Göteborg) | Torslanda (Göteborg) | Torslanda (Göteborg) | Torslanda (Göteborg) | Torslanda (Göteborg) | Torslanda (Göteborg) | Torslanda (Göteborg) | Torslanda (Göteborg) | Torslanda (Göteborg) | V60 Cross Country                    |                            |                            |                            |                            |                            |                            |                            |                            |                            |                            |                            |                            |                            |                            |                            |                            |                            |                            |                            |                            |                            |                            |                            |                            |                            |                            |                            |                            |                            |                            |                            |                            |                            |                            | Fabrication | Fabrication | Fabrication | Fabrication | Fabrication | Fabrication | Fabrication | Fabrication | Fabrication | Fabrication | Fabrication | Fabrication | Fabrication | Fabrication | Fabrication | Fabrication | Fabrication | Fabrication | Fabrication | Fabrication | Monde            | Monde            | Monde            | Monde            | Monde            | Monde            | Monde            | Monde            | Monde            | Monde            | Monde            | Monde            | Monde            | Monde            | Monde            | Monde            | Monde            | Monde            | Monde            | Monde            |
| Torslanda (Göteborg)                         | Torslanda (Göteborg) | Torslanda (Göteborg) | Torslanda (Göteborg) | Torslanda (Göteborg) | Torslanda (Göteborg) | Torslanda (Göteborg) | Torslanda (Göteborg) | Torslanda (Göteborg) | Torslanda (Göteborg) | Torslanda (Göteborg) | Torslanda (Göteborg) | Torslanda (Göteborg) | Torslanda (Göteborg) | Torslanda (Göteborg) | Torslanda (Göteborg) | Torslanda (Göteborg) | Torslanda (Göteborg) | Torslanda (Göteborg) | Torslanda (Göteborg) | Torslanda (Göteborg) | Torslanda (Göteborg) | Torslanda (Göteborg) | Torslanda (Göteborg) | Torslanda (Göteborg) | V90                                  |                            |                            |                            |                            |                            |                            |                            |                            |                            |                            |                            |                            |                            |                            |                            |                            |                            |                            |                            |                            |                            |                            |                            |                            |                            |                            |                            |                            |                            |                            |                            |                            |                            |                            | Fabrication | Fabrication | Fabrication | Fabrication | Fabrication | Fabrication | Fabrication | Fabrication | Fabrication | Fabrication | Fabrication | Fabrication | Fabrication | Fabrication | Fabrication | Fabrication | Fabrication | Fabrication | Fabrication | Fabrication | Monde            | Monde            | Monde            | Monde            | Monde            | Monde            | Monde            | Monde            | Monde            | Monde            | Monde            | Monde            | Monde            | Monde            | Monde            | Monde            | Monde            | Monde            | Monde            | Monde            |
| Torslanda (Göteborg)                         | Torslanda (Göteborg) | Torslanda (Göteborg) | Torslanda (Göteborg) | Torslanda (Göteborg) | Torslanda (Göteborg) | Torslanda (Göteborg) | Torslanda (Göteborg) | Torslanda (Göteborg) | Torslanda (Göteborg) | Torslanda (Göteborg) | Torslanda (Göteborg) | Torslanda (Göteborg) | Torslanda (Göteborg) | Torslanda (Göteborg) | Torslanda (Göteborg) | Torslanda (Göteborg) | Torslanda (Göteborg) | Torslanda (Göteborg) | Torslanda (Göteborg) | Torslanda (Göteborg) | Torslanda (Göteborg) | Torslanda (Göteborg) | Torslanda (Göteborg) | Torslanda (Göteborg) | V90 Cross Country                    |                            |                            |                            |                            |                            |                            |                            |                            |                            |                            |                            |                            |                            |                            |                            |                            |                            |                            |                            |                            |                            |                            |                            |                            |                            |                            |                            |                            |                            |                            |                            |                            |                            |                            | Fabrication | Fabrication | Fabrication | Fabrication | Fabrication | Fabrication | Fabrication | Fabrication | Fabrication | Fabrication | Fabrication | Fabrication | Fabrication | Fabrication | Fabrication | Fabrication | Fabrication | Fabrication | Fabrication | Fabrication | Monde            | Monde            | Monde            | Monde            | Monde            | Monde            | Monde            | Monde            | Monde            | Monde            | Monde            | Monde            | Monde            | Monde            | Monde            | Monde            | Monde            | Monde            | Monde            | Monde            |
| Torslanda (Göteborg)                         | Torslanda (Göteborg) | Torslanda (Göteborg) | Torslanda (Göteborg) | Torslanda (Göteborg) | Torslanda (Göteborg) | Torslanda (Göteborg) | Torslanda (Göteborg) | Torslanda (Göteborg) | Torslanda (Göteborg) | Torslanda (Göteborg) | Torslanda (Göteborg) | Torslanda (Göteborg) | Torslanda (Göteborg) | Torslanda (Göteborg) | Torslanda (Göteborg) | Torslanda (Göteborg) | Torslanda (Göteborg) | Torslanda (Göteborg) | Torslanda (Göteborg) | Torslanda (Göteborg) | Torslanda (Göteborg) | Torslanda (Göteborg) | Torslanda (Göteborg) | Torslanda (Göteborg) | XC60                                 |                            |                            |                            |                            |                            |                            |                            |                            |                            |                            |                            |                            |                            |                            |                            |                            |                            |                            |                            |                            |                            |                            |                            |                            |                            |                            |                            |                            |                            |                            |                            |                            |                            |                            | Fabrication | Fabrication | Fabrication | Fabrication | Fabrication | Fabrication | Fabrication | Fabrication | Fabrication | Fabrication | Fabrication | Fabrication | Fabrication | Fabrication | Fabrication | Fabrication | Fabrication | Fabrication | Fabrication | Fabrication | Monde            | Monde            | Monde            | Monde            | Monde            | Monde            | Monde            | Monde            | Monde            | Monde            | Monde            | Monde            | Monde            | Monde            | Monde            | Monde            | Monde            | Monde            | Monde            | Monde            |
| Torslanda (Göteborg)                         | Torslanda (Göteborg) | Torslanda (Göteborg) | Torslanda (Göteborg) | Torslanda (Göteborg) | Torslanda (Göteborg) | Torslanda (Göteborg) | Torslanda (Göteborg) | Torslanda (Göteborg) | Torslanda (Göteborg) | Torslanda (Göteborg) | Torslanda (Göteborg) | Torslanda (Göteborg) | Torslanda (Göteborg) | Torslanda (Göteborg) | Torslanda (Göteborg) | Torslanda (Göteborg) | Torslanda (Göteborg) | Torslanda (Göteborg) | Torslanda (Göteborg) | Torslanda (Göteborg) | Torslanda (Göteborg) | Torslanda (Göteborg) | Torslanda (Göteborg) | Torslanda (Göteborg) | XC90                                 |                            |                            |                            |                            |                            |                            |                            |                            |                            |                            |                            |                            |                            |                            |                            |                            |                            |                            |                            |                            |                            |                            |                            |                            |                            |                            |                            |                            |                            |                            |                            |                            |                            |                            | Fabrication | Fabrication | Fabrication | Fabrication | Fabrication | Fabrication | Fabrication | Fabrication | Fabrication | Fabrication | Fabrication | Fabrication | Fabrication | Fabrication | Fabrication | Fabrication | Fabrication | Fabrication | Fabrication | Fabrication | Monde            | Monde            | Monde            | Monde            | Monde            | Monde            | Monde            | Monde            | Monde            | Monde            | Monde            | Monde            | Monde            | Monde            | Monde            | Monde            | Monde            | Monde            | Monde            | Monde            |
| Gand                                         | Gand                 | Gand                 | Gand                 | Gand                 | Gand                 | Gand                 | Gand                 | Gand                 | Gand                 | Gand                 | Gand                 | Gand                 | Gand                 | Gand                 | Gand                 | Gand                 | Gand                 | Gand                 | Gand                 | Gand                 | Gand                 | Gand                 | Gand                 | Gand                 | V60                                  | V60                        | V60                        | V60                        | V60                        | V60                        | V60                        | V60                        | V60                        | V60                        | V60                        | V60                        | V60                        | V60                        | V60                        | V60                        | V60                        | V60                        | V60                        | V60                        | V60                        | V60                        | V60                        | V60                        | V60                        | V60                        | V60                        | V60                        | V60                        | V60                        | V60                        | V60                        | V60                        | V60                        | V60                        | Assemblage  | Assemblage  | Assemblage  | Assemblage  | Assemblage  | Assemblage  | Assemblage  | Assemblage  | Assemblage  | Assemblage  | Assemblage  | Assemblage  | Assemblage  | Assemblage  | Assemblage  | Assemblage  | Assemblage  | Assemblage  | Assemblage  | Assemblage  | Monde            | Monde            | Monde            | Monde            | Monde            | Monde            | Monde            | Monde            | Monde            | Monde            | Monde            | Monde            | Monde            | Monde            | Monde            | Monde            | Monde            | Monde            | Monde            | Monde            |
| Gand                                         | Gand                 | Gand                 | Gand                 | Gand                 | Gand                 | Gand                 | Gand                 | Gand                 | Gand                 | Gand                 | Gand                 | Gand                 | Gand                 | Gand                 | Gand                 | Gand                 | Gand                 | Gand                 | Gand                 | Gand                 | Gand                 | Gand                 | Gand                 | Gand                 | XC40                                 | XC40                       | XC40                       | XC40                       | XC40                       | XC40                       | XC40                       | XC40                       | XC40                       | XC40                       | XC40                       | XC40                       | XC40                       | XC40                       | XC40                       | XC40                       | XC40                       | XC40                       | XC40                       | XC40                       | XC40                       | XC40                       | XC40                       | XC40                       | XC40                       | XC40                       | XC40                       | XC40                       | XC40                       | XC40                       | XC40                       | XC40                       | XC40                       | XC40                       | XC40                       | Fabrication | Fabrication | Fabrication | Fabrication | Fabrication | Fabrication | Fabrication | Fabrication | Fabrication | Fabrication | Fabrication | Fabrication | Fabrication | Fabrication | Fabrication | Fabrication | Fabrication | Fabrication | Fabrication | Fabrication | Monde            | Monde            | Monde            | Monde            | Monde            | Monde            | Monde            | Monde            | Monde            | Monde            | Monde            | Monde            | Monde            | Monde            | Monde            | Monde            | Monde            | Monde            | Monde            | Monde            |
| Gand                                         | Gand                 | Gand                 | Gand                 | Gand                 | Gand                 | Gand                 | Gand                 | Gand                 | Gand                 | Gand                 | Gand                 | Gand                 | Gand                 | Gand                 | Gand                 | Gand                 | Gand                 | Gand                 | Gand                 | Gand                 | Gand                 | Gand                 | Gand                 | Gand                 | Blocs de batteries                   |                            |                            |                            |                            |                            |                            |                            |                            |                            |                            |                            |                            |                            |                            |                            |                            |                            |                            |                            |                            |                            |                            |                            |                            |                            |                            |                            |                            |                            |                            |                            |                            |                            |                            | Fabrication | Fabrication | Fabrication | Fabrication | Fabrication | Fabrication | Fabrication | Fabrication | Fabrication | Fabrication | Fabrication | Fabrication | Fabrication | Fabrication | Fabrication | Fabrication | Fabrication | Fabrication | Fabrication | Fabrication | Monde            | Monde            | Monde            | Monde            | Monde            | Monde            | Monde            | Monde            | Monde            | Monde            | Monde            | Monde            | Monde            | Monde            | Monde            | Monde            | Monde            | Monde            | Monde            | Monde            |
| Chengdu                                      | Chengdu              | Chengdu              | Chengdu              | Chengdu              | Chengdu              | Chengdu              | Chengdu              | Chengdu              | Chengdu              | Chengdu              | Chengdu              | Chengdu              | Chengdu              | Chengdu              | Chengdu              | Chengdu              | Chengdu              | Chengdu              | Chengdu              | Chengdu              | Chengdu              | Chengdu              | Chengdu              | Chengdu              | S60                                  | S60                        | S60                        | S60                        | S60                        | S60                        | S60                        | S60                        | S60                        | S60                        | S60                        | S60                        | S60                        | S60                        | S60                        | S60                        | S60                        | S60                        | S60                        | S60                        | S60                        | S60                        | S60                        | S60                        | S60                        | S60                        | S60                        | S60                        | S60                        | S60                        | S60                        | S60                        | S60                        | S60                        | S60                        | Fabrication | Fabrication | Fabrication | Fabrication | Fabrication | Fabrication | Fabrication | Fabrication | Fabrication | Fabrication | Fabrication | Fabrication | Fabrication | Fabrication | Fabrication | Fabrication | Fabrication | Fabrication | Fabrication | Fabrication | Monde            | Monde            | Monde            | Monde            | Monde            | Monde            | Monde            | Monde            | Monde            | Monde            | Monde            | Monde            | Monde            | Monde            | Monde            | Monde            | Monde            | Monde            | Monde            | Monde            |
| Chengdu                                      | Chengdu              | Chengdu              | Chengdu              | Chengdu              | Chengdu              | Chengdu              | Chengdu              | Chengdu              | Chengdu              | Chengdu              | Chengdu              | Chengdu              | Chengdu              | Chengdu              | Chengdu              | Chengdu              | Chengdu              | Chengdu              | Chengdu              | Chengdu              | Chengdu              | Chengdu              | Chengdu              | Chengdu              | XC60                                 |                            |                            |                            |                            |                            |                            |                            |                            |                            |                            |                            |                            |                            |                            |                            |                            |                            |                            |                            |                            |                            |                            |                            |                            |                            |                            |                            |                            |                            |                            |                            |                            |                            |                            | Fabrication | Fabrication | Fabrication | Fabrication | Fabrication | Fabrication | Fabrication | Fabrication | Fabrication | Fabrication | Fabrication | Fabrication | Fabrication | Fabrication | Fabrication | Fabrication | Fabrication | Fabrication | Fabrication | Fabrication |                  |                  |                  |                  |                  |                  |                  |                  |                  |                  |                  |                  |                  |                  |                  |                  |                  |                  |                  |                  |
| Luqiao (Taizhou)                             | Luqiao (Taizhou)     | Luqiao (Taizhou)     | Luqiao (Taizhou)     | Luqiao (Taizhou)     | Luqiao (Taizhou)     | Luqiao (Taizhou)     | Luqiao (Taizhou)     | Luqiao (Taizhou)     | Luqiao (Taizhou)     | Luqiao (Taizhou)     | Luqiao (Taizhou)     | Luqiao (Taizhou)     | Luqiao (Taizhou)     | Luqiao (Taizhou)     | Luqiao (Taizhou)     | Luqiao (Taizhou)     | Luqiao (Taizhou)     | Luqiao (Taizhou)     | Luqiao (Taizhou)     | Luqiao (Taizhou)     | Luqiao (Taizhou)     | Luqiao (Taizhou)     | Luqiao (Taizhou)     | Luqiao (Taizhou)     | XC40                                 | XC40                       | XC40                       | XC40                       | XC40                       | XC40                       | XC40                       | XC40                       | XC40                       | XC40                       | XC40                       | XC40                       | XC40                       | XC40                       | XC40                       | XC40                       | XC40                       | XC40                       | XC40                       | XC40                       | XC40                       | XC40                       | XC40                       | XC40                       | XC40                       | XC40                       | XC40                       | XC40                       | XC40                       | XC40                       | XC40                       | XC40                       | XC40                       | XC40                       | XC40                       | Fabrication | Fabrication | Fabrication | Fabrication | Fabrication | Fabrication | Fabrication | Fabrication | Fabrication | Fabrication | Fabrication | Fabrication | Fabrication | Fabrication | Fabrication | Fabrication | Fabrication | Fabrication | Fabrication | Fabrication | Chine            | Chine            | Chine            | Chine            | Chine            | Chine            | Chine            | Chine            | Chine            | Chine            | Chine            | Chine            | Chine            | Chine            | Chine            | Chine            | Chine            | Chine            | Chine            | Chine            |
| Daqing                                       | Daqing               | Daqing               | Daqing               | Daqing               | Daqing               | Daqing               | Daqing               | Daqing               | Daqing               | Daqing               | Daqing               | Daqing               | Daqing               | Daqing               | Daqing               | Daqing               | Daqing               | Daqing               | Daqing               | Daqing               | Daqing               | Daqing               | Daqing               | Daqing               | S90                                  | S90                        | S90                        | S90                        | S90                        | S90                        | S90                        | S90                        | S90                        | S90                        | S90                        | S90                        | S90                        | S90                        | S90                        | S90                        | S90                        | S90                        | S90                        | S90                        | S90                        | S90                        | S90                        | S90                        | S90                        | S90                        | S90                        | S90                        | S90                        | S90                        | S90                        | S90                        | S90                        | S90                        | S90                        | Fabrication | Fabrication | Fabrication | Fabrication | Fabrication | Fabrication | Fabrication | Fabrication | Fabrication | Fabrication | Fabrication | Fabrication | Fabrication | Fabrication | Fabrication | Fabrication | Fabrication | Fabrication | Fabrication | Fabrication | Monde            | Monde            | Monde            | Monde            | Monde            | Monde            | Monde            | Monde            | Monde            | Monde            | Monde            | Monde            | Monde            | Monde            | Monde            | Monde            | Monde            | Monde            | Monde            | Monde            |
| Charleston                                   | Charleston           | Charleston           | Charleston           | Charleston           | Charleston           | Charleston           | Charleston           | Charleston           | Charleston           | Charleston           | Charleston           | Charleston           | Charleston           | Charleston           | Charleston           | Charleston           | Charleston           | Charleston           | Charleston           | Charleston           | Charleston           | Charleston           | Charleston           | Charleston           | S60                                  | S60                        | S60                        | S60                        | S60                        | S60                        | S60                        | S60                        | S60                        | S60                        | S60                        | S60                        | S60                        | S60                        | S60                        | S60                        | S60                        | S60                        | S60                        | S60                        | S60                        | S60                        | S60                        | S60                        | S60                        | S60                        | S60                        | S60                        | S60                        | S60                        | S60                        | S60                        | S60                        | S60                        | S60                        | Fabrication | Fabrication | Fabrication | Fabrication | Fabrication | Fabrication | Fabrication | Fabrication | Fabrication | Fabrication | Fabrication | Fabrication | Fabrication | Fabrication | Fabrication | Fabrication | Fabrication | Fabrication | Fabrication | Fabrication | Monde            | Monde            | Monde            | Monde            | Monde            | Monde            | Monde            | Monde            | Monde            | Monde            | Monde            | Monde            | Monde            | Monde            | Monde            | Monde            | Monde            | Monde            | Monde            | Monde            |
| Charleston                                   | Charleston           | Charleston           | Charleston           | Charleston           | Charleston           | Charleston           | Charleston           | Charleston           | Charleston           | Charleston           | Charleston           | Charleston           | Charleston           | Charleston           | Charleston           | Charleston           | Charleston           | Charleston           | Charleston           | Charleston           | Charleston           | Charleston           | Charleston           | Charleston           | XC90 (2021)                          |                            |                            |                            |                            |                            |                            |                            |                            |                            |                            |                            |                            |                            |                            |                            |                            |                            |                            |                            |                            |                            |                            |                            |                            |                            |                            |                            |                            |                            |                            |                            |                            |                            |                            | Fabrication | Fabrication | Fabrication | Fabrication | Fabrication | Fabrication | Fabrication | Fabrication | Fabrication | Fabrication | Fabrication | Fabrication | Fabrication | Fabrication | Fabrication | Fabrication | Fabrication | Fabrication | Fabrication | Fabrication | Monde            | Monde            | Monde            | Monde            | Monde            | Monde            | Monde            | Monde            | Monde            | Monde            | Monde            | Monde            | Monde            | Monde            | Monde            | Monde            | Monde            | Monde            | Monde            | Monde            |
| Charleston                                   | Charleston           | Charleston           | Charleston           | Charleston           | Charleston           | Charleston           | Charleston           | Charleston           | Charleston           | Charleston           | Charleston           | Charleston           | Charleston           | Charleston           | Charleston           | Charleston           | Charleston           | Charleston           | Charleston           | Charleston           | Charleston           | Charleston           | Charleston           | Charleston           | Blocs de batteries (fin 2020 – 2021) |                            |                            |                            |                            |                            |                            |                            |                            |                            |                            |                            |                            |                            |                            |                            |                            |                            |                            |                            |                            |                            |                            |                            |                            |                            |                            |                            |                            |                            |                            |                            |                            |                            |                            | Fabrication | Fabrication | Fabrication | Fabrication | Fabrication | Fabrication | Fabrication | Fabrication | Fabrication | Fabrication | Fabrication | Fabrication | Fabrication | Fabrication | Fabrication | Fabrication | Fabrication | Fabrication | Fabrication | Fabrication | Monde            | Monde            | Monde            | Monde            | Monde            | Monde            | Monde            | Monde            | Monde            | Monde            | Monde            | Monde            | Monde            | Monde            | Monde            | Monde            | Monde            | Monde            | Monde            | Monde            |
| Shah Alam                                    | Shah Alam            | Shah Alam            | Shah Alam            | Shah Alam            | Shah Alam            | Shah Alam            | Shah Alam            | Shah Alam            | Shah Alam            | Shah Alam            | Shah Alam            | Shah Alam            | Shah Alam            | Shah Alam            | Shah Alam            | Shah Alam            | Shah Alam            | Shah Alam            | Shah Alam            | Shah Alam            | Shah Alam            | Shah Alam            | Shah Alam            | Shah Alam            | S60                                  | S60                        | S60                        | S60                        | S60                        | S60                        | S60                        | S60                        | S60                        | S60                        | S60                        | S60                        | S60                        | S60                        | S60                        | S60                        | S60                        | S60                        | S60                        | S60                        | S60                        | S60                        | S60                        | S60                        | S60                        | S60                        | S60                        | S60                        | S60                        | S60                        | S60                        | S60                        | S60                        | S60                        | S60                        | Assemblage  | Assemblage  | Assemblage  | Assemblage  | Assemblage  | Assemblage  | Assemblage  | Assemblage  | Assemblage  | Assemblage  | Assemblage  | Assemblage  | Assemblage  | Assemblage  | Assemblage  | Assemblage  | Assemblage  | Assemblage  | Assemblage  | Assemblage  | ANASE sauf Laos, | ANASE sauf Laos, | ANASE sauf Laos, | ANASE sauf Laos, | ANASE sauf Laos, | ANASE sauf Laos, | ANASE sauf Laos, | ANASE sauf Laos, | ANASE sauf Laos, | ANASE sauf Laos, | ANASE sauf Laos, | ANASE sauf Laos, | ANASE sauf Laos, | ANASE sauf Laos, | ANASE sauf Laos, | ANASE sauf Laos, | ANASE sauf Laos, | ANASE sauf Laos, | ANASE sauf Laos, | ANASE sauf Laos, |
| Shah Alam                                    | Shah Alam            | Shah Alam            | Shah Alam            | Shah Alam            | Shah Alam            | Shah Alam            | Shah Alam            | Shah Alam            | Shah Alam            | Shah Alam            | Shah Alam            | Shah Alam            | Shah Alam            | Shah Alam            | Shah Alam            | Shah Alam            | Shah Alam            | Shah Alam            | Shah Alam            | Shah Alam            | Shah Alam            | Shah Alam            | Shah Alam            | Shah Alam            | S90                                  |                            |                            |                            |                            |                            |                            |                            |                            |                            |                            |                            |                            |                            |                            |                            |                            |                            |                            |                            |                            |                            |                            |                            |                            |                            |                            |                            |                            |                            |                            |                            |                            |                            |                            | Assemblage  | Assemblage  | Assemblage  | Assemblage  | Assemblage  | Assemblage  | Assemblage  | Assemblage  | Assemblage  | Assemblage  | Assemblage  | Assemblage  | Assemblage  | Assemblage  | Assemblage  | Assemblage  | Assemblage  | Assemblage  | Assemblage  | Assemblage  | ANASE sauf Laos, | ANASE sauf Laos, | ANASE sauf Laos, | ANASE sauf Laos, | ANASE sauf Laos, | ANASE sauf Laos, | ANASE sauf Laos, | ANASE sauf Laos, | ANASE sauf Laos, | ANASE sauf Laos, | ANASE sauf Laos, | ANASE sauf Laos, | ANASE sauf Laos, | ANASE sauf Laos, | ANASE sauf Laos, | ANASE sauf Laos, | ANASE sauf Laos, | ANASE sauf Laos, | ANASE sauf Laos, | ANASE sauf Laos, |
| Shah Alam                                    | Shah Alam            | Shah Alam            | Shah Alam            | Shah Alam            | Shah Alam            | Shah Alam            | Shah Alam            | Shah Alam            | Shah Alam            | Shah Alam            | Shah Alam            | Shah Alam            | Shah Alam            | Shah Alam            | Shah Alam            | Shah Alam            | Shah Alam            | Shah Alam            | Shah Alam            | Shah Alam            | Shah Alam            | Shah Alam            | Shah Alam            | Shah Alam            | V60                                  |                            |                            |                            |                            |                            |                            |                            |                            |                            |                            |                            |                            |                            |                            |                            |                            |                            |                            |                            |                            |                            |                            |                            |                            |                            |                            |                            |                            |                            |                            |                            |                            |                            |                            | Assemblage  | Assemblage  | Assemblage  | Assemblage  | Assemblage  | Assemblage  | Assemblage  | Assemblage  | Assemblage  | Assemblage  | Assemblage  | Assemblage  | Assemblage  | Assemblage  | Assemblage  | Assemblage  | Assemblage  | Assemblage  | Assemblage  | Assemblage  | ANASE sauf Laos, | ANASE sauf Laos, | ANASE sauf Laos, | ANASE sauf Laos, | ANASE sauf Laos, | ANASE sauf Laos, | ANASE sauf Laos, | ANASE sauf Laos, | ANASE sauf Laos, | ANASE sauf Laos, | ANASE sauf Laos, | ANASE sauf Laos, | ANASE sauf Laos, | ANASE sauf Laos, | ANASE sauf Laos, | ANASE sauf Laos, | ANASE sauf Laos, | ANASE sauf Laos, | ANASE sauf Laos, | ANASE sauf Laos, |
| Shah Alam                                    | Shah Alam            | Shah Alam            | Shah Alam            | Shah Alam            | Shah Alam            | Shah Alam            | Shah Alam            | Shah Alam            | Shah Alam            | Shah Alam            | Shah Alam            | Shah Alam            | Shah Alam            | Shah Alam            | Shah Alam            | Shah Alam            | Shah Alam            | Shah Alam            | Shah Alam            | Shah Alam            | Shah Alam            | Shah Alam            | Shah Alam            | Shah Alam            | XC40,                                |                            |                            |                            |                            |                            |                            |                            |                            |                            |                            |                            |                            |                            |                            |                            |                            |                            |                            |                            |                            |                            |                            |                            |                            |                            |                            |                            |                            |                            |                            |                            |                            |                            |                            | Assemblage  | Assemblage  | Assemblage  | Assemblage  | Assemblage  | Assemblage  | Assemblage  | Assemblage  | Assemblage  | Assemblage  | Assemblage  | Assemblage  | Assemblage  | Assemblage  | Assemblage  | Assemblage  | Assemblage  | Assemblage  | Assemblage  | Assemblage  | ANASE sauf Laos, | ANASE sauf Laos, | ANASE sauf Laos, | ANASE sauf Laos, | ANASE sauf Laos, | ANASE sauf Laos, | ANASE sauf Laos, | ANASE sauf Laos, | ANASE sauf Laos, | ANASE sauf Laos, | ANASE sauf Laos, | ANASE sauf Laos, | ANASE sauf Laos, | ANASE sauf Laos, | ANASE sauf Laos, | ANASE sauf Laos, | ANASE sauf Laos, | ANASE sauf Laos, | ANASE sauf Laos, | ANASE sauf Laos, |
| Shah Alam                                    | Shah Alam            | Shah Alam            | Shah Alam            | Shah Alam            | Shah Alam            | Shah Alam            | Shah Alam            | Shah Alam            | Shah Alam            | Shah Alam            | Shah Alam            | Shah Alam            | Shah Alam            | Shah Alam            | Shah Alam            | Shah Alam            | Shah Alam            | Shah Alam            | Shah Alam            | Shah Alam            | Shah Alam            | Shah Alam            | Shah Alam            | Shah Alam            | XC60                                 |                            |                            |                            |                            |                            |                            |                            |                            |                            |                            |                            |                            |                            |                            |                            |                            |                            |                            |                            |                            |                            |                            |                            |                            |                            |                            |                            |                            |                            |                            |                            |                            |                            |                            | Assemblage  | Assemblage  | Assemblage  | Assemblage  | Assemblage  | Assemblage  | Assemblage  | Assemblage  | Assemblage  | Assemblage  | Assemblage  | Assemblage  | Assemblage  | Assemblage  | Assemblage  | Assemblage  | Assemblage  | Assemblage  | Assemblage  | Assemblage  | ANASE sauf Laos, | ANASE sauf Laos, | ANASE sauf Laos, | ANASE sauf Laos, | ANASE sauf Laos, | ANASE sauf Laos, | ANASE sauf Laos, | ANASE sauf Laos, | ANASE sauf Laos, | ANASE sauf Laos, | ANASE sauf Laos, | ANASE sauf Laos, | ANASE sauf Laos, | ANASE sauf Laos, | ANASE sauf Laos, | ANASE sauf Laos, | ANASE sauf Laos, | ANASE sauf Laos, | ANASE sauf Laos, | ANASE sauf Laos, |
| Shah Alam                                    | Shah Alam            | Shah Alam            | Shah Alam            | Shah Alam            | Shah Alam            | Shah Alam            | Shah Alam            | Shah Alam            | Shah Alam            | Shah Alam            | Shah Alam            | Shah Alam            | Shah Alam            | Shah Alam            | Shah Alam            | Shah Alam            | Shah Alam            | Shah Alam            | Shah Alam            | Shah Alam            | Shah Alam            | Shah Alam            | Shah Alam            | Shah Alam            | XC90                                 |                            |                            |                            |                            |                            |                            |                            |                            |                            |                            |                            |                            |                            |                            |                            |                            |                            |                            |                            |                            |                            |                            |                            |                            |                            |                            |                            |                            |                            |                            |                            |                            |                            |                            | Assemblage  | Assemblage  | Assemblage  | Assemblage  | Assemblage  | Assemblage  | Assemblage  | Assemblage  | Assemblage  | Assemblage  | Assemblage  | Assemblage  | Assemblage  | Assemblage  | Assemblage  | Assemblage  | Assemblage  | Assemblage  | Assemblage  | Assemblage  | ANASE sauf Laos, | ANASE sauf Laos, | ANASE sauf Laos, | ANASE sauf Laos, | ANASE sauf Laos, | ANASE sauf Laos, | ANASE sauf Laos, | ANASE sauf Laos, | ANASE sauf Laos, | ANASE sauf Laos, | ANASE sauf Laos, | ANASE sauf Laos, | ANASE sauf Laos, | ANASE sauf Laos, | ANASE sauf Laos, | ANASE sauf Laos, | ANASE sauf Laos, | ANASE sauf Laos, | ANASE sauf Laos, | ANASE sauf Laos, |
| Bangalore                                    | Bangalore            | Bangalore            | Bangalore            | Bangalore            | Bangalore            | Bangalore            | Bangalore            | Bangalore            | Bangalore            | Bangalore            | Bangalore            | Bangalore            | Bangalore            | Bangalore            | Bangalore            | Bangalore            | Bangalore            | Bangalore            | Bangalore            | Bangalore            | Bangalore            | Bangalore            | Bangalore            | Bangalore            | S90                                  | S90                        | S90                        | S90                        | S90                        | S90                        | S90                        | S90                        | S90                        | S90                        | S90                        | S90                        | S90                        | S90                        | S90                        | S90                        | S90                        | S90                        | S90                        | S90                        | S90                        | S90                        | S90                        | S90                        | S90                        | S90                        | S90                        | S90                        | S90                        | S90                        | S90                        | S90                        | S90                        | S90                        | S90                        | Assemblage  | Assemblage  | Assemblage  | Assemblage  | Assemblage  | Assemblage  | Assemblage  | Assemblage  | Assemblage  | Assemblage  | Assemblage  | Assemblage  | Assemblage  | Assemblage  | Assemblage  | Assemblage  | Assemblage  | Assemblage  | Assemblage  | Assemblage  | Inde             | Inde             | Inde             | Inde             | Inde             | Inde             | Inde             | Inde             | Inde             | Inde             | Inde             | Inde             | Inde             | Inde             | Inde             | Inde             | Inde             | Inde             | Inde             | Inde             |
| Bangalore                                    | Bangalore            | Bangalore            | Bangalore            | Bangalore            | Bangalore            | Bangalore            | Bangalore            | Bangalore            | Bangalore            | Bangalore            | Bangalore            | Bangalore            | Bangalore            | Bangalore            | Bangalore            | Bangalore            | Bangalore            | Bangalore            | Bangalore            | Bangalore            | Bangalore            | Bangalore            | Bangalore            | Bangalore            | V90 Cross Country                    |                            |                            |                            |                            |                            |                            |                            |                            |                            |                            |                            |                            |                            |                            |                            |                            |                            |                            |                            |                            |                            |                            |                            |                            |                            |                            |                            |                            |                            |                            |                            |                            |                            |                            | Assemblage  | Assemblage  | Assemblage  | Assemblage  | Assemblage  | Assemblage  | Assemblage  | Assemblage  | Assemblage  | Assemblage  | Assemblage  | Assemblage  | Assemblage  | Assemblage  | Assemblage  | Assemblage  | Assemblage  | Assemblage  | Assemblage  | Assemblage  | Inde             | Inde             | Inde             | Inde             | Inde             | Inde             | Inde             | Inde             | Inde             | Inde             | Inde             | Inde             | Inde             | Inde             | Inde             | Inde             | Inde             | Inde             | Inde             | Inde             |
| Bangalore                                    | Bangalore            | Bangalore            | Bangalore            | Bangalore            | Bangalore            | Bangalore            | Bangalore            | Bangalore            | Bangalore            | Bangalore            | Bangalore            | Bangalore            | Bangalore            | Bangalore            | Bangalore            | Bangalore            | Bangalore            | Bangalore            | Bangalore            | Bangalore            | Bangalore            | Bangalore            | Bangalore            | Bangalore            | XC60                                 |                            |                            |                            |                            |                            |                            |                            |                            |                            |                            |                            |                            |                            |                            |                            |                            |                            |                            |                            |                            |                            |                            |                            |                            |                            |                            |                            |                            |                            |                            |                            |                            |                            |                            | Assemblage  | Assemblage  | Assemblage  | Assemblage  | Assemblage  | Assemblage  | Assemblage  | Assemblage  | Assemblage  | Assemblage  | Assemblage  | Assemblage  | Assemblage  | Assemblage  | Assemblage  | Assemblage  | Assemblage  | Assemblage  | Assemblage  | Assemblage  | Inde             | Inde             | Inde             | Inde             | Inde             | Inde             | Inde             | Inde             | Inde             | Inde             | Inde             | Inde             | Inde             | Inde             | Inde             | Inde             | Inde             | Inde             | Inde             | Inde             |
| Bangalore                                    | Bangalore            | Bangalore            | Bangalore            | Bangalore            | Bangalore            | Bangalore            | Bangalore            | Bangalore            | Bangalore            | Bangalore            | Bangalore            | Bangalore            | Bangalore            | Bangalore            | Bangalore            | Bangalore            | Bangalore            | Bangalore            | Bangalore            | Bangalore            | Bangalore            | Bangalore            | Bangalore            | Bangalore            | XC90                                 |                            |                            |                            |                            |                            |                            |                            |                            |                            |                            |                            |                            |                            |                            |                            |                            |                            |                            |                            |                            |                            |                            |                            |                            |                            |                            |                            |                            |                            |                            |                            |                            |                            |                            | Assemblage  | Assemblage  | Assemblage  | Assemblage  | Assemblage  | Assemblage  | Assemblage  | Assemblage  | Assemblage  | Assemblage  | Assemblage  | Assemblage  | Assemblage  | Assemblage  | Assemblage  | Assemblage  | Assemblage  | Assemblage  | Assemblage  | Assemblage  | Inde             | Inde             | Inde             | Inde             | Inde             | Inde             | Inde             | Inde             | Inde             | Inde             | Inde             | Inde             | Inde             | Inde             | Inde             | Inde             | Inde             | Inde             | Inde             | Inde             |
| Skövde                                       | Skövde               | Skövde               | Skövde               | Skövde               | Skövde               | Skövde               | Skövde               | Skövde               | Skövde               | Skövde               | Skövde               | Skövde               | Skövde               | Skövde               | Skövde               | Skövde               | Skövde               | Skövde               | Skövde               | Skövde               | Skövde               | Skövde               | Skövde               | Skövde               | Moteurs                              | Moteurs                    | Moteurs                    | Moteurs                    | Moteurs                    | Moteurs                    | Moteurs                    | Moteurs                    | Moteurs                    | Moteurs                    | Moteurs                    | Moteurs                    | Moteurs                    | Moteurs                    | Moteurs                    | Moteurs                    | Moteurs                    | Moteurs                    | Moteurs                    | Moteurs                    | Moteurs                    | Moteurs                    | Moteurs                    | Moteurs                    | Moteurs                    | Moteurs                    | Moteurs                    | Moteurs                    | Moteurs                    | Moteurs                    | Moteurs                    | Moteurs                    | Moteurs                    | Moteurs                    | Moteurs                    | Fabrication | Fabrication | Fabrication | Fabrication | Fabrication | Fabrication | Fabrication | Fabrication | Fabrication | Fabrication | Fabrication | Fabrication | Fabrication | Fabrication | Fabrication | Fabrication | Fabrication | Fabrication | Fabrication | Fabrication | Monde            | Monde            | Monde            | Monde            | Monde            | Monde            | Monde            | Monde            | Monde            | Monde            | Monde            | Monde            | Monde            | Monde            | Monde            | Monde            | Monde            | Monde            | Monde            | Monde            |
| Zhangjiakou                                  | Zhangjiakou          | Zhangjiakou          | Zhangjiakou          | Zhangjiakou          | Zhangjiakou          | Zhangjiakou          | Zhangjiakou          | Zhangjiakou          | Zhangjiakou          | Zhangjiakou          | Zhangjiakou          | Zhangjiakou          | Zhangjiakou          | Zhangjiakou          | Zhangjiakou          | Zhangjiakou          | Zhangjiakou          | Zhangjiakou          | Zhangjiakou          | Zhangjiakou          | Zhangjiakou          | Zhangjiakou          | Zhangjiakou          | Zhangjiakou          | Moteurs                              | Moteurs                    | Moteurs                    | Moteurs                    | Moteurs                    | Moteurs                    | Moteurs                    | Moteurs                    | Moteurs                    | Moteurs                    | Moteurs                    | Moteurs                    | Moteurs                    | Moteurs                    | Moteurs                    | Moteurs                    | Moteurs                    | Moteurs                    | Moteurs                    | Moteurs                    | Moteurs                    | Moteurs                    | Moteurs                    | Moteurs                    | Moteurs                    | Moteurs                    | Moteurs                    | Moteurs                    | Moteurs                    | Moteurs                    | Moteurs                    | Moteurs                    | Moteurs                    | Moteurs                    | Moteurs                    | Fabrication | Fabrication | Fabrication | Fabrication | Fabrication | Fabrication | Fabrication | Fabrication | Fabrication | Fabrication | Fabrication | Fabrication | Fabrication | Fabrication | Fabrication | Fabrication | Fabrication | Fabrication | Fabrication | Fabrication |                  |                  |                  |                  |                  |                  |                  |                  |                  |                  |                  |                  |                  |                  |                  |                  |                  |                  |                  |                  |
| Olofström                                    | Olofström            | Olofström            | Olofström            | Olofström            | Olofström            | Olofström            | Olofström            | Olofström            | Olofström            | Olofström            | Olofström            | Olofström            | Olofström            | Olofström            | Olofström            | Olofström            | Olofström            | Olofström            | Olofström            | Olofström            | Olofström            | Olofström            | Olofström            | Olofström            | Pièces de carrosserie                | Pièces de carrosserie      | Pièces de carrosserie      | Pièces de carrosserie      | Pièces de carrosserie      | Pièces de carrosserie      | Pièces de carrosserie      | Pièces de carrosserie      | Pièces de carrosserie      | Pièces de carrosserie      | Pièces de carrosserie      | Pièces de carrosserie      | Pièces de carrosserie      | Pièces de carrosserie      | Pièces de carrosserie      | Pièces de carrosserie      | Pièces de carrosserie      | Pièces de carrosserie      | Pièces de carrosserie      | Pièces de carrosserie      | Pièces de carrosserie      | Pièces de carrosserie      | Pièces de carrosserie      | Pièces de carrosserie      | Pièces de carrosserie      | Pièces de carrosserie      | Pièces de carrosserie      | Pièces de carrosserie      | Pièces de carrosserie      | Pièces de carrosserie      | Pièces de carrosserie      | Pièces de carrosserie      | Pièces de carrosserie      | Pièces de carrosserie      | Pièces de carrosserie      | Fabrication | Fabrication | Fabrication | Fabrication | Fabrication | Fabrication | Fabrication | Fabrication | Fabrication | Fabrication | Fabrication | Fabrication | Fabrication | Fabrication | Fabrication | Fabrication | Fabrication | Fabrication | Fabrication | Fabrication | Monde            | Monde            | Monde            | Monde            | Monde            | Monde            | Monde            | Monde            | Monde            | Monde            | Monde            | Monde            | Monde            | Monde            | Monde            | Monde            | Monde            | Monde            | Monde            | Monde            |

| Autres sites opérés par Volvo Cars (septembre 2020) |           |           |           |           |           |           |           |           |           |           |           |           |           |           |           |           |           |           |           |           |           |           |           |           |           |           |           |           |           |                                      |                                      |                                      |                                      |                                      |                                      |                                      |                                      |                                      |                                      |                                      |                                      |                                      |                                      |                                      |                                      |                                      |                                      |                                      |                                      |                                      |                                      |                                      |                                      |                                      |                                      |                                      |                                      |                                      |                                      |                                      |                                      |                                      |                                      |                                      |                                      |                                      |                                      |                                      |                                      |                                      |                                      |                                      |                                      |                                      |                                      |                                      |                                      |                                      |                                      |                                      |                                      |                                      |                                      |                                      |                                      |                                      |                                      |                                      |                                      |                                      |                                      |                                      |                                      |                                      |                                      |                                      |                                      |                                      |                                      |
| Lieu                                                | Lieu      | Lieu      | Lieu      | Lieu      | Lieu      | Lieu      | Lieu      | Lieu      | Lieu      | Lieu      | Lieu      | Lieu      | Lieu      | Lieu      | Lieu      | Lieu      | Lieu      | Lieu      | Lieu      | Lieu      | Lieu      | Lieu      | Lieu      | Lieu      | Lieu      | Lieu      | Lieu      | Lieu      | Lieu      | Description                          | Description                          | Description                          | Description                          | Description                          | Description                          | Description                          | Description                          | Description                          | Description                          | Description                          | Description                          | Description                          | Description                          | Description                          | Description                          | Description                          | Description                          | Description                          | Description                          | Description                          | Description                          | Description                          | Description                          | Description                          | Description                          | Description                          | Description                          | Description                          | Description                          | Description                          | Description                          | Description                          | Description                          | Description                          | Description                          | Description                          | Description                          | Description                          | Description                          | Description                          | Description                          | Description                          | Description                          | Description                          | Description                          | Description                          | Description                          | Description                          | Description                          | Description                          | Description                          | Description                          | Description                          | Description                          | Description                          | Description                          | Description                          | Description                          | Description                          | Description                          | Description                          | Description                          | Description                          | Description                          | Description                          | Description                          | Description                          | Description                          | Description                          |
| Göteborg                                            | Göteborg  | Göteborg  | Göteborg  | Göteborg  | Göteborg  | Göteborg  | Göteborg  | Göteborg  | Göteborg  | Göteborg  | Göteborg  | Göteborg  | Göteborg  | Göteborg  | Göteborg  | Göteborg  | Göteborg  | Göteborg  | Göteborg  | Göteborg  | Göteborg  | Göteborg  | Göteborg  | Göteborg  | Göteborg  | Göteborg  | Göteborg  | Göteborg  | Göteborg  | Siège mondial et EMEA                | Siège mondial et EMEA                | Siège mondial et EMEA                | Siège mondial et EMEA                | Siège mondial et EMEA                | Siège mondial et EMEA                | Siège mondial et EMEA                | Siège mondial et EMEA                | Siège mondial et EMEA                | Siège mondial et EMEA                | Siège mondial et EMEA                | Siège mondial et EMEA                | Siège mondial et EMEA                | Siège mondial et EMEA                | Siège mondial et EMEA                | Siège mondial et EMEA                | Siège mondial et EMEA                | Siège mondial et EMEA                | Siège mondial et EMEA                | Siège mondial et EMEA                | Siège mondial et EMEA                | Siège mondial et EMEA                | Siège mondial et EMEA                | Siège mondial et EMEA                | Siège mondial et EMEA                | Siège mondial et EMEA                | Siège mondial et EMEA                | Siège mondial et EMEA                | Siège mondial et EMEA                | Siège mondial et EMEA                | Siège mondial et EMEA                | Siège mondial et EMEA                | Siège mondial et EMEA                | Siège mondial et EMEA                | Siège mondial et EMEA                | Siège mondial et EMEA                | Siège mondial et EMEA                | Siège mondial et EMEA                | Siège mondial et EMEA                | Siège mondial et EMEA                | Siège mondial et EMEA                | Siège mondial et EMEA                | Siège mondial et EMEA                | Siège mondial et EMEA                | Siège mondial et EMEA                | Siège mondial et EMEA                | Siège mondial et EMEA                | Siège mondial et EMEA                | Siège mondial et EMEA                | Siège mondial et EMEA                | Siège mondial et EMEA                | Siège mondial et EMEA                | Siège mondial et EMEA                | Siège mondial et EMEA                | Siège mondial et EMEA                | Siège mondial et EMEA                | Siège mondial et EMEA                | Siège mondial et EMEA                | Siège mondial et EMEA                | Siège mondial et EMEA                | Siège mondial et EMEA                | Siège mondial et EMEA                | Siège mondial et EMEA                | Siège mondial et EMEA                | Siège mondial et EMEA                | Siège mondial et EMEA                | Siège mondial et EMEA                | Siège mondial et EMEA                | Siège mondial et EMEA                | Siège mondial et EMEA                |
| Göteborg                                            | Göteborg  | Göteborg  | Göteborg  | Göteborg  | Göteborg  | Göteborg  | Göteborg  | Göteborg  | Göteborg  | Göteborg  | Göteborg  | Göteborg  | Göteborg  | Göteborg  | Göteborg  | Göteborg  | Göteborg  | Göteborg  | Göteborg  | Göteborg  | Göteborg  | Göteborg  | Göteborg  | Göteborg  | Göteborg  | Göteborg  | Göteborg  | Göteborg  | Göteborg  | Recherche et développement et design |                                      |                                      |                                      |                                      |                                      |                                      |                                      |                                      |                                      |                                      |                                      |                                      |                                      |                                      |                                      |                                      |                                      |                                      |                                      |                                      |                                      |                                      |                                      |                                      |                                      |                                      |                                      |                                      |                                      |                                      |                                      |                                      |                                      |                                      |                                      |                                      |                                      |                                      |                                      |                                      |                                      |                                      |                                      |                                      |                                      |                                      |                                      |                                      |                                      |                                      |                                      |                                      |                                      |                                      |                                      |                                      |                                      |                                      |                                      |                                      |                                      |                                      |                                      |                                      |                                      |                                      |                                      |                                      |                                      |
| Rockleigh                                           | Rockleigh | Rockleigh | Rockleigh | Rockleigh | Rockleigh | Rockleigh | Rockleigh | Rockleigh | Rockleigh | Rockleigh | Rockleigh | Rockleigh | Rockleigh | Rockleigh | Rockleigh | Rockleigh | Rockleigh | Rockleigh | Rockleigh | Rockleigh | Rockleigh | Rockleigh | Rockleigh | Rockleigh | Rockleigh | Rockleigh | Rockleigh | Rockleigh | Rockleigh | Siège Amériques                      | Siège Amériques                      | Siège Amériques                      | Siège Amériques                      | Siège Amériques                      | Siège Amériques                      | Siège Amériques                      | Siège Amériques                      | Siège Amériques                      | Siège Amériques                      | Siège Amériques                      | Siège Amériques                      | Siège Amériques                      | Siège Amériques                      | Siège Amériques                      | Siège Amériques                      | Siège Amériques                      | Siège Amériques                      | Siège Amériques                      | Siège Amériques                      | Siège Amériques                      | Siège Amériques                      | Siège Amériques                      | Siège Amériques                      | Siège Amériques                      | Siège Amériques                      | Siège Amériques                      | Siège Amériques                      | Siège Amériques                      | Siège Amériques                      | Siège Amériques                      | Siège Amériques                      | Siège Amériques                      | Siège Amériques                      | Siège Amériques                      | Siège Amériques                      | Siège Amériques                      | Siège Amériques                      | Siège Amériques                      | Siège Amériques                      | Siège Amériques                      | Siège Amériques                      | Siège Amériques                      | Siège Amériques                      | Siège Amériques                      | Siège Amériques                      | Siège Amériques                      | Siège Amériques                      | Siège Amériques                      | Siège Amériques                      | Siège Amériques                      | Siège Amériques                      | Siège Amériques                      | Siège Amériques                      | Siège Amériques                      | Siège Amériques                      | Siège Amériques                      | Siège Amériques                      | Siège Amériques                      | Siège Amériques                      | Siège Amériques                      | Siège Amériques                      | Siège Amériques                      | Siège Amériques                      | Siège Amériques                      | Siège Amériques                      | Siège Amériques                      | Siège Amériques                      | Siège Amériques                      | Siège Amériques                      |
| Camarillo                                           | Camarillo | Camarillo | Camarillo | Camarillo | Camarillo | Camarillo | Camarillo | Camarillo | Camarillo | Camarillo | Camarillo | Camarillo | Camarillo | Camarillo | Camarillo | Camarillo | Camarillo | Camarillo | Camarillo | Camarillo | Camarillo | Camarillo | Camarillo | Camarillo | Camarillo | Camarillo | Camarillo | Camarillo | Camarillo | Recherche et développement et design | Recherche et développement et design | Recherche et développement et design | Recherche et développement et design | Recherche et développement et design | Recherche et développement et design | Recherche et développement et design | Recherche et développement et design | Recherche et développement et design | Recherche et développement et design | Recherche et développement et design | Recherche et développement et design | Recherche et développement et design | Recherche et développement et design | Recherche et développement et design | Recherche et développement et design | Recherche et développement et design | Recherche et développement et design | Recherche et développement et design | Recherche et développement et design | Recherche et développement et design | Recherche et développement et design | Recherche et développement et design | Recherche et développement et design | Recherche et développement et design | Recherche et développement et design | Recherche et développement et design | Recherche et développement et design | Recherche et développement et design | Recherche et développement et design | Recherche et développement et design | Recherche et développement et design | Recherche et développement et design | Recherche et développement et design | Recherche et développement et design | Recherche et développement et design | Recherche et développement et design | Recherche et développement et design | Recherche et développement et design | Recherche et développement et design | Recherche et développement et design | Recherche et développement et design | Recherche et développement et design | Recherche et développement et design | Recherche et développement et design | Recherche et développement et design | Recherche et développement et design | Recherche et développement et design | Recherche et développement et design | Recherche et développement et design | Recherche et développement et design | Recherche et développement et design | Recherche et développement et design | Recherche et développement et design | Recherche et développement et design | Recherche et développement et design | Recherche et développement et design | Recherche et développement et design | Recherche et développement et design | Recherche et développement et design | Recherche et développement et design | Recherche et développement et design | Recherche et développement et design | Recherche et développement et design | Recherche et développement et design | Recherche et développement et design | Recherche et développement et design | Recherche et développement et design | Recherche et développement et design | Recherche et développement et design |
| Shanghai                                            | Shanghai  | Shanghai  | Shanghai  | Shanghai  | Shanghai  | Shanghai  | Shanghai  | Shanghai  | Shanghai  | Shanghai  | Shanghai  | Shanghai  | Shanghai  | Shanghai  | Shanghai  | Shanghai  | Shanghai  | Shanghai  | Shanghai  | Shanghai  | Shanghai  | Shanghai  | Shanghai  | Shanghai  | Shanghai  | Shanghai  | Shanghai  | Shanghai  | Shanghai  | Siège Asie                           | Siège Asie                           | Siège Asie                           | Siège Asie                           | Siège Asie                           | Siège Asie                           | Siège Asie                           | Siège Asie                           | Siège Asie                           | Siège Asie                           | Siège Asie                           | Siège Asie                           | Siège Asie                           | Siège Asie                           | Siège Asie                           | Siège Asie                           | Siège Asie                           | Siège Asie                           | Siège Asie                           | Siège Asie                           | Siège Asie                           | Siège Asie                           | Siège Asie                           | Siège Asie                           | Siège Asie                           | Siège Asie                           | Siège Asie                           | Siège Asie                           | Siège Asie                           | Siège Asie                           | Siège Asie                           | Siège Asie                           | Siège Asie                           | Siège Asie                           | Siège Asie                           | Siège Asie                           | Siège Asie                           | Siège Asie                           | Siège Asie                           | Siège Asie                           | Siège Asie                           | Siège Asie                           | Siège Asie                           | Siège Asie                           | Siège Asie                           | Siège Asie                           | Siège Asie                           | Siège Asie                           | Siège Asie                           | Siège Asie                           | Siège Asie                           | Siège Asie                           | Siège Asie                           | Siège Asie                           | Siège Asie                           | Siège Asie                           | Siège Asie                           | Siège Asie                           | Siège Asie                           | Siège Asie                           | Siège Asie                           | Siège Asie                           | Siège Asie                           | Siège Asie                           | Siège Asie                           | Siège Asie                           | Siège Asie                           | Siège Asie                           | Siège Asie                           | Siège Asie                           |
| Shanghai                                            | Shanghai  | Shanghai  | Shanghai  | Shanghai  | Shanghai  | Shanghai  | Shanghai  | Shanghai  | Shanghai  | Shanghai  | Shanghai  | Shanghai  | Shanghai  | Shanghai  | Shanghai  | Shanghai  | Shanghai  | Shanghai  | Shanghai  | Shanghai  | Shanghai  | Shanghai  | Shanghai  | Shanghai  | Shanghai  | Shanghai  | Shanghai  | Shanghai  | Shanghai  | Recherche et développement           |                                      |                                      |                                      |                                      |                                      |                                      |                                      |                                      |                                      |                                      |                                      |                                      |                                      |                                      |                                      |                                      |                                      |                                      |                                      |                                      |                                      |                                      |                                      |                                      |                                      |                                      |                                      |                                      |                                      |                                      |                                      |                                      |                                      |                                      |                                      |                                      |                                      |                                      |                                      |                                      |                                      |                                      |                                      |                                      |                                      |                                      |                                      |                                      |                                      |                                      |                                      |                                      |                                      |                                      |                                      |                                      |                                      |                                      |                                      |                                      |                                      |                                      |                                      |                                      |                                      |                                      |                                      |                                      |                                      |

## Chiffres de vente
Après avoir longtemps évolué autour de 400 000 ventes annuelles, la production ne cesse d'augmenter depuis 2014, et Volvo établit un record de vente en 2019 avec 705 452 véhicules.
| Année | Ventes mondiales du constructeur Volvo | Ventes mondiales du constructeur Volvo | Ventes mondiales du constructeur Volvo | Ventes mondiales du constructeur Volvo | Ventes mondiales du constructeur Volvo | Ventes mondiales du constructeur Volvo | Ventes mondiales du constructeur Volvo | Ventes mondiales du constructeur Volvo | Ventes mondiales du constructeur Volvo | Ventes mondiales du constructeur Volvo | Ventes mondiales du constructeur Volvo | Ventes mondiales du constructeur Volvo | Ventes mondiales du constructeur Volvo | Ventes mondiales du constructeur Volvo | Ventes mondiales du constructeur Volvo | Ventes mondiales du constructeur Volvo | Ventes mondiales du constructeur Volvo | Ventes mondiales du constructeur Volvo | Ventes mondiales du constructeur Volvo | Ventes mondiales du constructeur Volvo | Ventes mondiales du constructeur Volvo | Ventes mondiales du constructeur Volvo | Ventes mondiales du constructeur Volvo | Ventes mondiales du constructeur Volvo | Ventes mondiales du constructeur Volvo | Ventes mondiales du constructeur Volvo | Ventes mondiales du constructeur Volvo | Ventes mondiales du constructeur Volvo | Ventes mondiales du constructeur Volvo | Ventes mondiales du constructeur Volvo | Ventes mondiales du constructeur Volvo | Ventes mondiales du constructeur Volvo | Ventes mondiales du constructeur Volvo | Ventes mondiales du constructeur Volvo | Ventes mondiales du constructeur Volvo | Ventes mondiales du constructeur Volvo | Ventes mondiales du constructeur Volvo | Ventes mondiales du constructeur Volvo | Ventes mondiales du constructeur Volvo | Ventes mondiales du constructeur Volvo | Ventes mondiales du constructeur Volvo | Ventes mondiales du constructeur Volvo | Ventes mondiales du constructeur Volvo | Ventes mondiales du constructeur Volvo | Ventes mondiales du constructeur Volvo | Ventes mondiales du constructeur Volvo | Ventes mondiales du constructeur Volvo | Ventes mondiales du constructeur Volvo | Ventes mondiales du constructeur Volvo | Ventes mondiales du constructeur Volvo | Ventes mondiales du constructeur Volvo | Ventes mondiales du constructeur Volvo | Ventes mondiales du constructeur Volvo | Ventes mondiales du constructeur Volvo | Ventes mondiales du constructeur Volvo | Ventes mondiales du constructeur Volvo | Ventes mondiales du constructeur Volvo | Ventes mondiales du constructeur Volvo | Ventes mondiales du constructeur Volvo | Ventes mondiales du constructeur Volvo | Ventes mondiales du constructeur Volvo | Ventes mondiales du constructeur Volvo | Ventes mondiales du constructeur Volvo | Ventes mondiales du constructeur Volvo | Ventes mondiales du constructeur Volvo | Ventes mondiales du constructeur Volvo | Ventes mondiales du constructeur Volvo | Ventes mondiales du constructeur Volvo | Ventes mondiales du constructeur Volvo | Ventes mondiales du constructeur Volvo | Ventes mondiales du constructeur Volvo | Ventes mondiales du constructeur Volvo | Ventes mondiales du constructeur Volvo | Ventes mondiales du constructeur Volvo | Ventes mondiales du constructeur Volvo | Ventes mondiales du constructeur Volvo | Ventes mondiales du constructeur Volvo | Ventes mondiales du constructeur Volvo | Ventes mondiales du constructeur Volvo | Ventes mondiales du constructeur Volvo |
| ----- | -------------------------------------- | -------------------------------------- | -------------------------------------- | -------------------------------------- | -------------------------------------- | -------------------------------------- | -------------------------------------- | -------------------------------------- | -------------------------------------- | -------------------------------------- | -------------------------------------- | -------------------------------------- | -------------------------------------- | -------------------------------------- | -------------------------------------- | -------------------------------------- | -------------------------------------- | -------------------------------------- | -------------------------------------- | -------------------------------------- | -------------------------------------- | -------------------------------------- | -------------------------------------- | -------------------------------------- | -------------------------------------- | -------------------------------------- | -------------------------------------- | -------------------------------------- | -------------------------------------- | -------------------------------------- | -------------------------------------- | -------------------------------------- | -------------------------------------- | -------------------------------------- | -------------------------------------- | -------------------------------------- | -------------------------------------- | -------------------------------------- | -------------------------------------- | -------------------------------------- | -------------------------------------- | -------------------------------------- | -------------------------------------- | -------------------------------------- | -------------------------------------- | -------------------------------------- | -------------------------------------- | -------------------------------------- | -------------------------------------- | -------------------------------------- | -------------------------------------- | -------------------------------------- | -------------------------------------- | -------------------------------------- | -------------------------------------- | -------------------------------------- | -------------------------------------- | -------------------------------------- | -------------------------------------- | -------------------------------------- | -------------------------------------- | -------------------------------------- | -------------------------------------- | -------------------------------------- | -------------------------------------- | -------------------------------------- | -------------------------------------- | -------------------------------------- | -------------------------------------- | -------------------------------------- | -------------------------------------- | -------------------------------------- | -------------------------------------- | -------------------------------------- | -------------------------------------- | -------------------------------------- | -------------------------------------- | -------------------------------------- | -------------------------------------- | -------------------------------------- |
| Année |                                        |                                        |                                        |                                        |                                        |                                        |                                        |                                        |                                        |                                        | 100 000                                |                                        |                                        |                                        |                                        |                                        |                                        |                                        |                                        |                                        | 200 000                                |                                        |                                        |                                        |                                        |                                        |                                        |                                        |                                        |                                        | 300 000                                |                                        |                                        |                                        |                                        |                                        |                                        |                                        |                                        |                                        | 400 000                                |                                        |                                        |                                        |                                        |                                        |                                        |                                        |                                        |                                        | 500 000                                |                                        |                                        |                                        |                                        |                                        |                                        |                                        |                                        |                                        | 600 000                                |                                        |                                        |                                        |                                        |                                        |                                        |                                        |                                        |                                        | 700 000                                |                                        |                                        |                                        |                                        |                                        |                                        |                                        |                                        |                                        |
| 1999  | 401 509                                | 401 509                                | 401 509                                | 401 509                                | 401 509                                | 401 509                                | 401 509                                | 401 509                                | 401 509                                | 401 509                                | 401 509                                | 401 509                                | 401 509                                | 401 509                                | 401 509                                | 401 509                                | 401 509                                | 401 509                                | 401 509                                | 401 509                                | 401 509                                | 401 509                                | 401 509                                | 401 509                                | 401 509                                | 401 509                                | 401 509                                | 401 509                                | 401 509                                | 401 509                                | 401 509                                | 401 509                                | 401 509                                | 401 509                                | 401 509                                | 401 509                                | 401 509                                | 401 509                                | 401 509                                | 401 509                                | 401 509                                |                                        |                                        |                                        |                                        |                                        |                                        |                                        |                                        |                                        |                                        |                                        |                                        |                                        |                                        |                                        |                                        |                                        |                                        |                                        |                                        |                                        |                                        |                                        |                                        |                                        |                                        |                                        |                                        |                                        |                                        |                                        |                                        |                                        |                                        |                                        |                                        |                                        |                                        |                                        |
| 2000  | 409 059                                | 409 059                                | 409 059                                | 409 059                                | 409 059                                | 409 059                                | 409 059                                | 409 059                                | 409 059                                | 409 059                                | 409 059                                | 409 059                                | 409 059                                | 409 059                                | 409 059                                | 409 059                                | 409 059                                | 409 059                                | 409 059                                | 409 059                                | 409 059                                | 409 059                                | 409 059                                | 409 059                                | 409 059                                | 409 059                                | 409 059                                | 409 059                                | 409 059                                | 409 059                                | 409 059                                | 409 059                                | 409 059                                | 409 059                                | 409 059                                | 409 059                                | 409 059                                | 409 059                                | 409 059                                | 409 059                                | 409 059                                |                                        |                                        |                                        |                                        |                                        |                                        |                                        |                                        |                                        |                                        |                                        |                                        |                                        |                                        |                                        |                                        |                                        |                                        |                                        |                                        |                                        |                                        |                                        |                                        |                                        |                                        |                                        |                                        |                                        |                                        |                                        |                                        |                                        |                                        |                                        |                                        |                                        |                                        |                                        |
| 2001  | 412 390                                | 412 390                                | 412 390                                | 412 390                                | 412 390                                | 412 390                                | 412 390                                | 412 390                                | 412 390                                | 412 390                                | 412 390                                | 412 390                                | 412 390                                | 412 390                                | 412 390                                | 412 390                                | 412 390                                | 412 390                                | 412 390                                | 412 390                                | 412 390                                | 412 390                                | 412 390                                | 412 390                                | 412 390                                | 412 390                                | 412 390                                | 412 390                                | 412 390                                | 412 390                                | 412 390                                | 412 390                                | 412 390                                | 412 390                                | 412 390                                | 412 390                                | 412 390                                | 412 390                                | 412 390                                | 412 390                                | 412 390                                | 412 390                                |                                        |                                        |                                        |                                        |                                        |                                        |                                        |                                        |                                        |                                        |                                        |                                        |                                        |                                        |                                        |                                        |                                        |                                        |                                        |                                        |                                        |                                        |                                        |                                        |                                        |                                        |                                        |                                        |                                        |                                        |                                        |                                        |                                        |                                        |                                        |                                        |                                        |                                        |
| 2002  | 406 695                                | 406 695                                | 406 695                                | 406 695                                | 406 695                                | 406 695                                | 406 695                                | 406 695                                | 406 695                                | 406 695                                | 406 695                                | 406 695                                | 406 695                                | 406 695                                | 406 695                                | 406 695                                | 406 695                                | 406 695                                | 406 695                                | 406 695                                | 406 695                                | 406 695                                | 406 695                                | 406 695                                | 406 695                                | 406 695                                | 406 695                                | 406 695                                | 406 695                                | 406 695                                | 406 695                                | 406 695                                | 406 695                                | 406 695                                | 406 695                                | 406 695                                | 406 695                                | 406 695                                | 406 695                                | 406 695                                | 406 695                                |                                        |                                        |                                        |                                        |                                        |                                        |                                        |                                        |                                        |                                        |                                        |                                        |                                        |                                        |                                        |                                        |                                        |                                        |                                        |                                        |                                        |                                        |                                        |                                        |                                        |                                        |                                        |                                        |                                        |                                        |                                        |                                        |                                        |                                        |                                        |                                        |                                        |                                        |                                        |
| 2003  | 415 046                                | 415 046                                | 415 046                                | 415 046                                | 415 046                                | 415 046                                | 415 046                                | 415 046                                | 415 046                                | 415 046                                | 415 046                                | 415 046                                | 415 046                                | 415 046                                | 415 046                                | 415 046                                | 415 046                                | 415 046                                | 415 046                                | 415 046                                | 415 046                                | 415 046                                | 415 046                                | 415 046                                | 415 046                                | 415 046                                | 415 046                                | 415 046                                | 415 046                                | 415 046                                | 415 046                                | 415 046                                | 415 046                                | 415 046                                | 415 046                                | 415 046                                | 415 046                                | 415 046                                | 415 046                                | 415 046                                | 415 046                                | 415 046                                |                                        |                                        |                                        |                                        |                                        |                                        |                                        |                                        |                                        |                                        |                                        |                                        |                                        |                                        |                                        |                                        |                                        |                                        |                                        |                                        |                                        |                                        |                                        |                                        |                                        |                                        |                                        |                                        |                                        |                                        |                                        |                                        |                                        |                                        |                                        |                                        |                                        |                                        |
| 2004  | 456 224                                | 456 224                                | 456 224                                | 456 224                                | 456 224                                | 456 224                                | 456 224                                | 456 224                                | 456 224                                | 456 224                                | 456 224                                | 456 224                                | 456 224                                | 456 224                                | 456 224                                | 456 224                                | 456 224                                | 456 224                                | 456 224                                | 456 224                                | 456 224                                | 456 224                                | 456 224                                | 456 224                                | 456 224                                | 456 224                                | 456 224                                | 456 224                                | 456 224                                | 456 224                                | 456 224                                | 456 224                                | 456 224                                | 456 224                                | 456 224                                | 456 224                                | 456 224                                | 456 224                                | 456 224                                | 456 224                                | 456 224                                | 456 224                                | 456 224                                | 456 224                                | 456 224                                | 456 224                                |                                        |                                        |                                        |                                        |                                        |                                        |                                        |                                        |                                        |                                        |                                        |                                        |                                        |                                        |                                        |                                        |                                        |                                        |                                        |                                        |                                        |                                        |                                        |                                        |                                        |                                        |                                        |                                        |                                        |                                        |                                        |                                        |                                        |                                        |
| 2005  | 443 947                                | 443 947                                | 443 947                                | 443 947                                | 443 947                                | 443 947                                | 443 947                                | 443 947                                | 443 947                                | 443 947                                | 443 947                                | 443 947                                | 443 947                                | 443 947                                | 443 947                                | 443 947                                | 443 947                                | 443 947                                | 443 947                                | 443 947                                | 443 947                                | 443 947                                | 443 947                                | 443 947                                | 443 947                                | 443 947                                | 443 947                                | 443 947                                | 443 947                                | 443 947                                | 443 947                                | 443 947                                | 443 947                                | 443 947                                | 443 947                                | 443 947                                | 443 947                                | 443 947                                | 443 947                                | 443 947                                | 443 947                                | 443 947                                | 443 947                                | 443 947                                | 443 947                                |                                        |                                        |                                        |                                        |                                        |                                        |                                        |                                        |                                        |                                        |                                        |                                        |                                        |                                        |                                        |                                        |                                        |                                        |                                        |                                        |                                        |                                        |                                        |                                        |                                        |                                        |                                        |                                        |                                        |                                        |                                        |                                        |                                        |                                        |                                        |
| 2006  | 427 747                                |                                        |                                        |                                        |                                        |                                        |                                        |                                        |                                        |                                        |                                        |                                        |                                        |                                        |                                        |                                        |                                        |                                        |                                        |                                        |                                        |                                        |                                        |                                        |                                        |                                        |                                        |                                        |                                        |                                        |                                        |                                        |                                        |                                        |                                        |                                        |                                        |                                        |                                        |                                        |                                        |                                        |                                        |                                        |                                        |                                        |                                        |                                        |                                        |                                        |                                        |                                        |                                        |                                        |                                        |                                        |                                        |                                        |                                        |                                        |                                        |                                        |                                        |                                        |                                        |                                        |                                        |                                        |                                        |                                        |                                        |                                        |                                        |                                        |                                        |                                        |                                        |                                        |                                        |                                        |
| 2007  | 458 323                                | 458 323                                | 458 323                                | 458 323                                | 458 323                                | 458 323                                | 458 323                                | 458 323                                | 458 323                                | 458 323                                | 458 323                                | 458 323                                | 458 323                                | 458 323                                | 458 323                                | 458 323                                | 458 323                                | 458 323                                | 458 323                                | 458 323                                | 458 323                                | 458 323                                | 458 323                                | 458 323                                | 458 323                                | 458 323                                | 458 323                                | 458 323                                | 458 323                                | 458 323                                | 458 323                                | 458 323                                | 458 323                                | 458 323                                | 458 323                                | 458 323                                | 458 323                                | 458 323                                | 458 323                                | 458 323                                | 458 323                                | 458 323                                | 458 323                                | 458 323                                | 458 323                                | 458 323                                |                                        |                                        |                                        |                                        |                                        |                                        |                                        |                                        |                                        |                                        |                                        |                                        |                                        |                                        |                                        |                                        |                                        |                                        |                                        |                                        |                                        |                                        |                                        |                                        |                                        |                                        |                                        |                                        |                                        |                                        |                                        |                                        |                                        |                                        |
| 2008  | 374 297                                | 374 297                                | 374 297                                | 374 297                                | 374 297                                | 374 297                                | 374 297                                | 374 297                                | 374 297                                | 374 297                                | 374 297                                | 374 297                                | 374 297                                | 374 297                                | 374 297                                | 374 297                                | 374 297                                | 374 297                                | 374 297                                | 374 297                                | 374 297                                | 374 297                                | 374 297                                | 374 297                                | 374 297                                | 374 297                                | 374 297                                | 374 297                                | 374 297                                | 374 297                                | 374 297                                | 374 297                                | 374 297                                | 374 297                                | 374 297                                | 374 297                                | 374 297                                | 374 297                                |                                        |                                        |                                        |                                        |                                        |                                        |                                        |                                        |                                        |                                        |                                        |                                        |                                        |                                        |                                        |                                        |                                        |                                        |                                        |                                        |                                        |                                        |                                        |                                        |                                        |                                        |                                        |                                        |                                        |                                        |                                        |                                        |                                        |                                        |                                        |                                        |                                        |                                        |                                        |                                        |                                        |                                        |
| 2009  | 334 808                                | 334 808                                | 334 808                                | 334 808                                | 334 808                                | 334 808                                | 334 808                                | 334 808                                | 334 808                                | 334 808                                | 334 808                                | 334 808                                | 334 808                                | 334 808                                | 334 808                                | 334 808                                | 334 808                                | 334 808                                | 334 808                                | 334 808                                | 334 808                                | 334 808                                | 334 808                                | 334 808                                | 334 808                                | 334 808                                | 334 808                                | 334 808                                | 334 808                                | 334 808                                | 334 808                                | 334 808                                | 334 808                                | 334 808                                |                                        |                                        |                                        |                                        |                                        |                                        |                                        |                                        |                                        |                                        |                                        |                                        |                                        |                                        |                                        |                                        |                                        |                                        |                                        |                                        |                                        |                                        |                                        |                                        |                                        |                                        |                                        |                                        |                                        |                                        |                                        |                                        |                                        |                                        |                                        |                                        |                                        |                                        |                                        |                                        |                                        |                                        |                                        |                                        |                                        |                                        |
| 2010  | 373 525                                | 373 525                                | 373 525                                | 373 525                                | 373 525                                | 373 525                                | 373 525                                | 373 525                                | 373 525                                | 373 525                                | 373 525                                | 373 525                                | 373 525                                | 373 525                                | 373 525                                | 373 525                                | 373 525                                | 373 525                                | 373 525                                | 373 525                                | 373 525                                | 373 525                                | 373 525                                | 373 525                                | 373 525                                | 373 525                                | 373 525                                | 373 525                                | 373 525                                | 373 525                                | 373 525                                | 373 525                                | 373 525                                | 373 525                                | 373 525                                | 373 525                                | 373 525                                | 373 525                                |                                        |                                        |                                        |                                        |                                        |                                        |                                        |                                        |                                        |                                        |                                        |                                        |                                        |                                        |                                        |                                        |                                        |                                        |                                        |                                        |                                        |                                        |                                        |                                        |                                        |                                        |                                        |                                        |                                        |                                        |                                        |                                        |                                        |                                        |                                        |                                        |                                        |                                        |                                        |                                        |                                        |                                        |
| 2011  | 449 255                                | 449 255                                | 449 255                                | 449 255                                | 449 255                                | 449 255                                | 449 255                                | 449 255                                | 449 255                                | 449 255                                | 449 255                                | 449 255                                | 449 255                                | 449 255                                | 449 255                                | 449 255                                | 449 255                                | 449 255                                | 449 255                                | 449 255                                | 449 255                                | 449 255                                | 449 255                                | 449 255                                | 449 255                                | 449 255                                | 449 255                                | 449 255                                | 449 255                                | 449 255                                | 449 255                                | 449 255                                | 449 255                                | 449 255                                | 449 255                                | 449 255                                | 449 255                                | 449 255                                | 449 255                                | 449 255                                | 449 255                                | 449 255                                | 449 255                                | 449 255                                | 449 255                                |                                        |                                        |                                        |                                        |                                        |                                        |                                        |                                        |                                        |                                        |                                        |                                        |                                        |                                        |                                        |                                        |                                        |                                        |                                        |                                        |                                        |                                        |                                        |                                        |                                        |                                        |                                        |                                        |                                        |                                        |                                        |                                        |                                        |                                        |                                        |
| 2012  | 421 951                                | 421 951                                | 421 951                                | 421 951                                | 421 951                                | 421 951                                | 421 951                                | 421 951                                | 421 951                                | 421 951                                | 421 951                                | 421 951                                | 421 951                                | 421 951                                | 421 951                                | 421 951                                | 421 951                                | 421 951                                | 421 951                                | 421 951                                | 421 951                                | 421 951                                | 421 951                                | 421 951                                | 421 951                                | 421 951                                | 421 951                                | 421 951                                | 421 951                                | 421 951                                | 421 951                                | 421 951                                | 421 951                                | 421 951                                | 421 951                                | 421 951                                | 421 951                                | 421 951                                | 421 951                                | 421 951                                | 421 951                                | 421 951                                | 421 951                                |                                        |                                        |                                        |                                        |                                        |                                        |                                        |                                        |                                        |                                        |                                        |                                        |                                        |                                        |                                        |                                        |                                        |                                        |                                        |                                        |                                        |                                        |                                        |                                        |                                        |                                        |                                        |                                        |                                        |                                        |                                        |                                        |                                        |                                        |                                        |                                        |                                        |
| 2013  | 427 840                                | 427 840                                | 427 840                                | 427 840                                | 427 840                                | 427 840                                | 427 840                                | 427 840                                | 427 840                                | 427 840                                | 427 840                                | 427 840                                | 427 840                                | 427 840                                | 427 840                                | 427 840                                | 427 840                                | 427 840                                | 427 840                                | 427 840                                | 427 840                                | 427 840                                | 427 840                                | 427 840                                | 427 840                                | 427 840                                | 427 840                                | 427 840                                | 427 840                                | 427 840                                | 427 840                                | 427 840                                | 427 840                                | 427 840                                | 427 840                                | 427 840                                | 427 840                                | 427 840                                | 427 840                                | 427 840                                | 427 840                                | 427 840                                | 427 840                                |                                        |                                        |                                        |                                        |                                        |                                        |                                        |                                        |                                        |                                        |                                        |                                        |                                        |                                        |                                        |                                        |                                        |                                        |                                        |                                        |                                        |                                        |                                        |                                        |                                        |                                        |                                        |                                        |                                        |                                        |                                        |                                        |                                        |                                        |                                        |                                        |                                        |
| 2014  | 465 866                                | 465 866                                | 465 866                                | 465 866                                | 465 866                                | 465 866                                | 465 866                                | 465 866                                | 465 866                                | 465 866                                | 465 866                                | 465 866                                | 465 866                                | 465 866                                | 465 866                                | 465 866                                | 465 866                                | 465 866                                | 465 866                                | 465 866                                | 465 866                                | 465 866                                | 465 866                                | 465 866                                | 465 866                                | 465 866                                | 465 866                                | 465 866                                | 465 866                                | 465 866                                | 465 866                                | 465 866                                | 465 866                                | 465 866                                | 465 866                                | 465 866                                | 465 866                                | 465 866                                | 465 866                                | 465 866                                | 465 866                                | 465 866                                | 465 866                                | 465 866                                | 465 866                                | 465 866                                | 465 866                                |                                        |                                        |                                        |                                        |                                        |                                        |                                        |                                        |                                        |                                        |                                        |                                        |                                        |                                        |                                        |                                        |                                        |                                        |                                        |                                        |                                        |                                        |                                        |                                        |                                        |                                        |                                        |                                        |                                        |                                        |                                        |                                        |                                        |
| 2015  | 503 127                                | 503 127                                | 503 127                                | 503 127                                | 503 127                                | 503 127                                | 503 127                                | 503 127                                | 503 127                                | 503 127                                | 503 127                                | 503 127                                | 503 127                                | 503 127                                | 503 127                                | 503 127                                | 503 127                                | 503 127                                | 503 127                                | 503 127                                | 503 127                                | 503 127                                | 503 127                                | 503 127                                | 503 127                                | 503 127                                | 503 127                                | 503 127                                | 503 127                                | 503 127                                | 503 127                                | 503 127                                | 503 127                                | 503 127                                | 503 127                                | 503 127                                | 503 127                                | 503 127                                | 503 127                                | 503 127                                | 503 127                                | 503 127                                | 503 127                                | 503 127                                | 503 127                                | 503 127                                | 503 127                                | 503 127                                | 503 127                                | 503 127                                | 503 127                                |                                        |                                        |                                        |                                        |                                        |                                        |                                        |                                        |                                        |                                        |                                        |                                        |                                        |                                        |                                        |                                        |                                        |                                        |                                        |                                        |                                        |                                        |                                        |                                        |                                        |                                        |                                        |                                        |                                        |
| 2016  | 534 332                                | 534 332                                | 534 332                                | 534 332                                | 534 332                                | 534 332                                | 534 332                                | 534 332                                | 534 332                                | 534 332                                | 534 332                                | 534 332                                | 534 332                                | 534 332                                | 534 332                                | 534 332                                | 534 332                                | 534 332                                | 534 332                                | 534 332                                | 534 332                                | 534 332                                | 534 332                                | 534 332                                | 534 332                                | 534 332                                | 534 332                                | 534 332                                | 534 332                                | 534 332                                | 534 332                                | 534 332                                | 534 332                                | 534 332                                | 534 332                                | 534 332                                | 534 332                                | 534 332                                | 534 332                                | 534 332                                | 534 332                                | 534 332                                | 534 332                                | 534 332                                | 534 332                                | 534 332                                | 534 332                                | 534 332                                | 534 332                                | 534 332                                | 534 332                                | 534 332                                | 534 332                                | 534 332                                |                                        |                                        |                                        |                                        |                                        |                                        |                                        |                                        |                                        |                                        |                                        |                                        |                                        |                                        |                                        |                                        |                                        |                                        |                                        |                                        |                                        |                                        |                                        |                                        |                                        |                                        |
| 2017  | 571 577                                | 571 577                                | 571 577                                | 571 577                                | 571 577                                | 571 577                                | 571 577                                | 571 577                                | 571 577                                | 571 577                                | 571 577                                | 571 577                                | 571 577                                | 571 577                                | 571 577                                | 571 577                                | 571 577                                | 571 577                                | 571 577                                | 571 577                                | 571 577                                | 571 577                                | 571 577                                | 571 577                                | 571 577                                | 571 577                                | 571 577                                | 571 577                                | 571 577                                | 571 577                                | 571 577                                | 571 577                                | 571 577                                | 571 577                                | 571 577                                | 571 577                                | 571 577                                | 571 577                                | 571 577                                | 571 577                                | 571 577                                | 571 577                                | 571 577                                | 571 577                                | 571 577                                | 571 577                                | 571 577                                | 571 577                                | 571 577                                | 571 577                                | 571 577                                | 571 577                                | 571 577                                | 571 577                                | 571 577                                | 571 577                                | 571 577                                | 571 577                                |                                        |                                        |                                        |                                        |                                        |                                        |                                        |                                        |                                        |                                        |                                        |                                        |                                        |                                        |                                        |                                        |                                        |                                        |                                        |                                        |                                        |                                        |
| 2018  | 642 253                                | 642 253                                | 642 253                                | 642 253                                | 642 253                                | 642 253                                | 642 253                                | 642 253                                | 642 253                                | 642 253                                | 642 253                                | 642 253                                | 642 253                                | 642 253                                | 642 253                                | 642 253                                | 642 253                                | 642 253                                | 642 253                                | 642 253                                | 642 253                                | 642 253                                | 642 253                                | 642 253                                | 642 253                                | 642 253                                | 642 253                                | 642 253                                | 642 253                                | 642 253                                | 642 253                                | 642 253                                | 642 253                                | 642 253                                | 642 253                                | 642 253                                | 642 253                                | 642 253                                | 642 253                                | 642 253                                | 642 253                                | 642 253                                | 642 253                                | 642 253                                | 642 253                                | 642 253                                | 642 253                                | 642 253                                | 642 253                                | 642 253                                | 642 253                                | 642 253                                | 642 253                                | 642 253                                | 642 253                                | 642 253                                | 642 253                                | 642 253                                | 642 253                                | 642 253                                | 642 253                                | 642 253                                | 642 253                                | 642 253                                | 642 253                                |                                        |                                        |                                        |                                        |                                        |                                        |                                        |                                        |                                        |                                        |                                        |                                        |                                        |                                        |                                        |
| 2019  | 705 452                                | 705 452                                | 705 452                                | 705 452                                | 705 452                                | 705 452                                | 705 452                                | 705 452                                | 705 452                                | 705 452                                | 705 452                                | 705 452                                | 705 452                                | 705 452                                | 705 452                                | 705 452                                | 705 452                                | 705 452                                | 705 452                                | 705 452                                | 705 452                                | 705 452                                | 705 452                                | 705 452                                | 705 452                                | 705 452                                | 705 452                                | 705 452                                | 705 452                                | 705 452                                | 705 452                                | 705 452                                | 705 452                                | 705 452                                | 705 452                                | 705 452                                | 705 452                                | 705 452                                | 705 452                                | 705 452                                | 705 452                                | 705 452                                | 705 452                                | 705 452                                | 705 452                                | 705 452                                | 705 452                                | 705 452                                | 705 452                                | 705 452                                | 705 452                                | 705 452                                | 705 452                                | 705 452                                | 705 452                                | 705 452                                | 705 452                                | 705 452                                | 705 452                                | 705 452                                | 705 452                                | 705 452                                | 705 452                                | 705 452                                | 705 452                                | 705 452                                | 705 452                                | 705 452                                | 705 452                                | 705 452                                | 705 452                                |                                        |                                        |                                        |                                        |                                        |                                        |                                        |                                        |                                        |
| 2020  | 661 713                                | 661 713                                | 661 713                                | 661 713                                | 661 713                                | 661 713                                | 661 713                                | 661 713                                | 661 713                                | 661 713                                | 661 713                                | 661 713                                | 661 713                                | 661 713                                | 661 713                                | 661 713                                | 661 713                                | 661 713                                | 661 713                                | 661 713                                | 661 713                                | 661 713                                | 661 713                                | 661 713                                | 661 713                                | 661 713                                | 661 713                                | 661 713                                | 661 713                                | 661 713                                | 661 713                                | 661 713                                | 661 713                                | 661 713                                | 661 713                                | 661 713                                | 661 713                                | 661 713                                | 661 713                                | 661 713                                | 661 713                                | 661 713                                | 661 713                                | 661 713                                | 661 713                                | 661 713                                | 661 713                                | 661 713                                | 661 713                                | 661 713                                | 661 713                                | 661 713                                | 661 713                                | 661 713                                | 661 713                                | 661 713                                | 661 713                                | 661 713                                | 661 713                                | 661 713                                | 661 713                                | 661 713                                | 661 713                                | 661 713                                | 661 713                                | 661 713                                | 661 713                                |                                        |                                        |                                        |                                        |                                        |                                        |                                        |                                        |                                        |                                        |                                        |                                        |                                        |
| 2021  | 698 693                                | 698 693                                | 698 693                                | 698 693                                | 698 693                                | 698 693                                | 698 693                                | 698 693                                | 698 693                                | 698 693                                | 698 693                                | 698 693                                | 698 693                                | 698 693                                | 698 693                                | 698 693                                | 698 693                                | 698 693                                | 698 693                                | 698 693                                | 698 693                                | 698 693                                | 698 693                                | 698 693                                | 698 693                                | 698 693                                | 698 693                                | 698 693                                | 698 693                                | 698 693                                | 698 693                                | 698 693                                | 698 693                                | 698 693                                | 698 693                                | 698 693                                | 698 693                                | 698 693                                | 698 693                                | 698 693                                | 698 693                                | 698 693                                | 698 693                                | 698 693                                | 698 693                                | 698 693                                | 698 693                                | 698 693                                | 698 693                                | 698 693                                | 698 693                                | 698 693                                | 698 693                                | 698 693                                | 698 693                                | 698 693                                | 698 693                                | 698 693                                | 698 693                                | 698 693                                | 698 693                                | 698 693                                | 698 693                                | 698 693                                | 698 693                                | 698 693                                | 698 693                                | 698 693                                | 698 693                                | 698 693                                |                                        |                                        |                                        |                                        |                                        |                                        |                                        |                                        |                                        |                                        |
| 2022  | 615 121                                | 615 121                                | 615 121                                | 615 121                                | 615 121                                | 615 121                                | 615 121                                | 615 121                                | 615 121                                | 615 121                                | 615 121                                | 615 121                                | 615 121                                | 615 121                                | 615 121                                | 615 121                                | 615 121                                | 615 121                                | 615 121                                | 615 121                                | 615 121                                | 615 121                                | 615 121                                | 615 121                                | 615 121                                | 615 121                                | 615 121                                | 615 121                                | 615 121                                | 615 121                                | 615 121                                | 615 121                                | 615 121                                | 615 121                                | 615 121                                | 615 121                                | 615 121                                | 615 121                                | 615 121                                | 615 121                                | 615 121                                | 615 121                                | 615 121                                | 615 121                                | 615 121                                | 615 121                                | 615 121                                | 615 121                                | 615 121                                | 615 121                                | 615 121                                | 615 121                                | 615 121                                | 615 121                                | 615 121                                | 615 121                                | 615 121                                | 615 121                                | 615 121                                | 615 121                                | 615 121                                | 615 121                                |                                        |                                        |                                        |                                        |                                        |                                        |                                        |                                        |                                        |                                        |                                        |                                        |                                        |                                        |                                        |                                        |                                        |                                        |
| 2023  | 708 716                                | 708 716                                | 708 716                                | 708 716                                | 708 716                                | 708 716                                | 708 716                                | 708 716                                | 708 716                                | 708 716                                | 708 716                                | 708 716                                | 708 716                                | 708 716                                | 708 716                                | 708 716                                | 708 716                                | 708 716                                | 708 716                                | 708 716                                | 708 716                                | 708 716                                | 708 716                                | 708 716                                | 708 716                                | 708 716                                | 708 716                                | 708 716                                | 708 716                                | 708 716                                | 708 716                                | 708 716                                | 708 716                                | 708 716                                | 708 716                                | 708 716                                | 708 716                                | 708 716                                | 708 716                                | 708 716                                | 708 716                                | 708 716                                | 708 716                                | 708 716                                | 708 716                                | 708 716                                | 708 716                                | 708 716                                | 708 716                                | 708 716                                | 708 716                                | 708 716                                | 708 716                                | 708 716                                | 708 716                                | 708 716                                | 708 716                                | 708 716                                | 708 716                                | 708 716                                | 708 716                                | 708 716                                | 708 716                                | 708 716                                | 708 716                                | 708 716                                | 708 716                                | 708 716                                | 708 716                                | 708 716                                | 708 716                                |                                        |                                        |                                        |                                        |                                        |                                        |                                        |                                        |                                        |

## Modèles actuels
Avec la désignation S pour les automobiles 4 portes, c'est-à-dire les berlines sans hayon (Sedan), V pour les automobiles 5 portes c'est-à-dire les compactes et les breaks (Versatility), XC pour les SUV (Cross Country) et C (Coupé ou Convertible) pour les automobiles 3 portes (aucune dans la gamme depuis 2014). Un nouveau modèle SUV coupé 5 portes 100% electrique baptisé "C40 Recharge" sur la base du XC40 est commercialisé depuis 2021

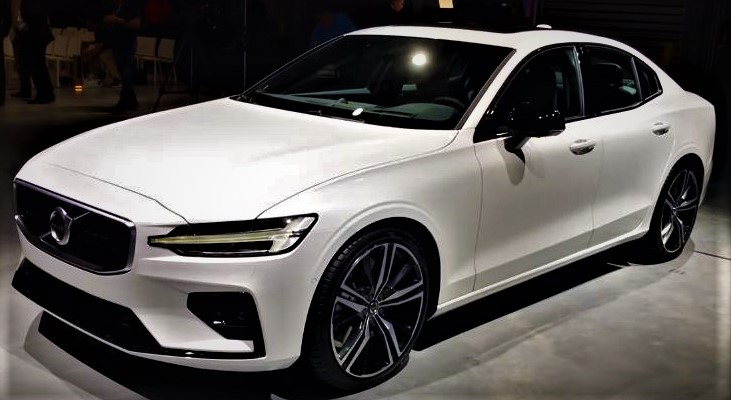
Volvo S60

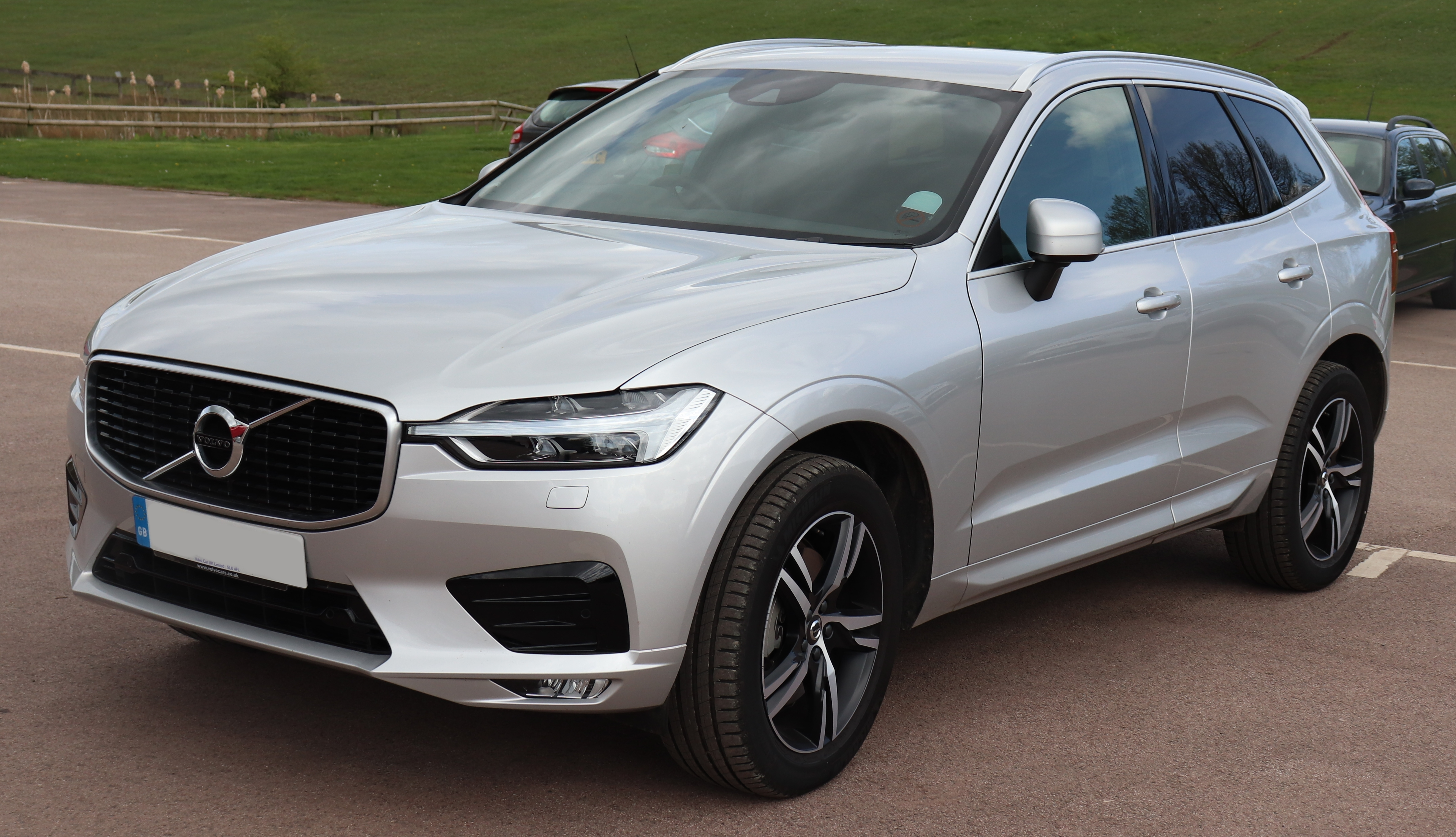
Volvo XC60

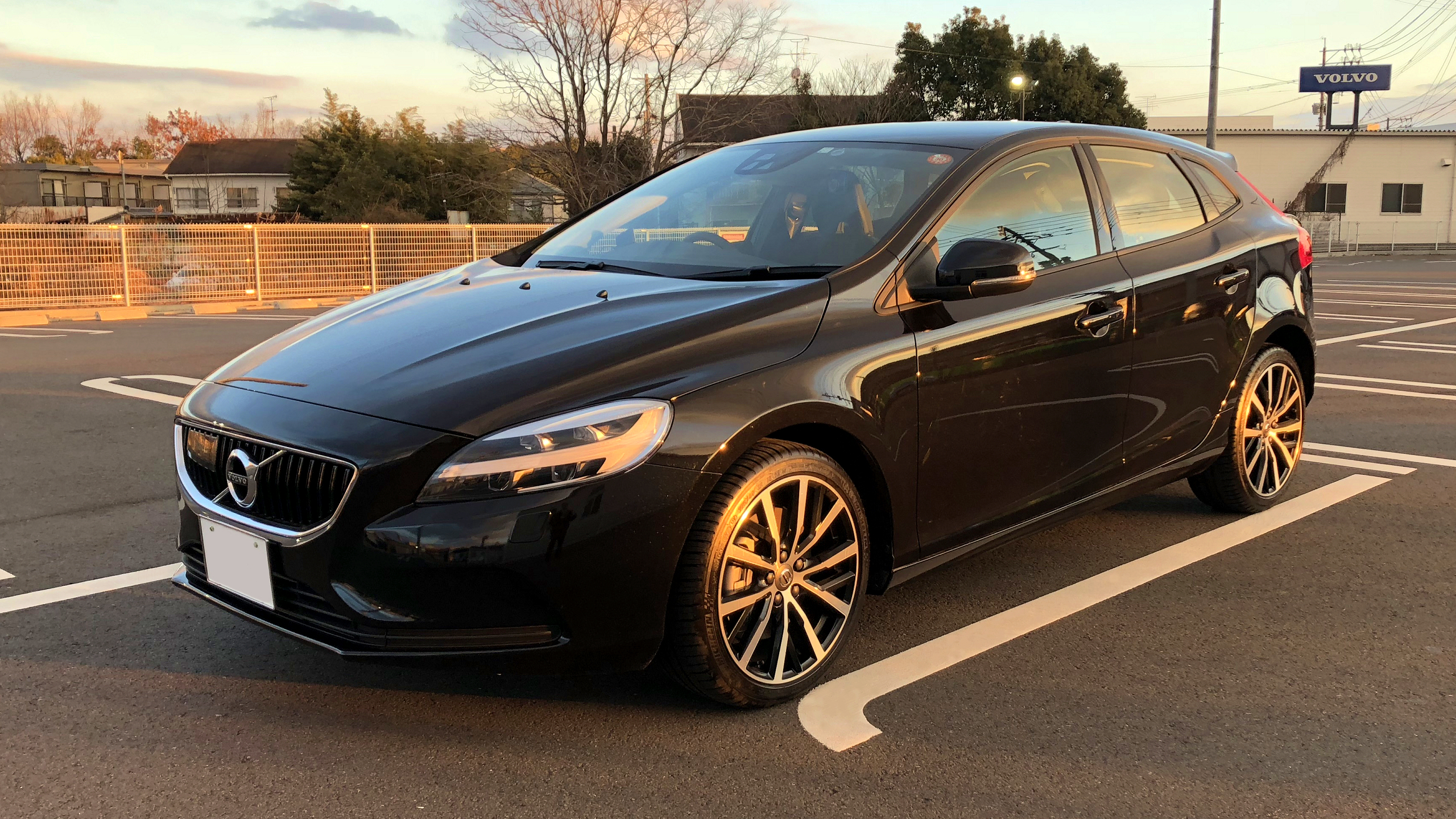
Volvo V40

### 4 portes
- Volvo S60, berline familiale (depuis 2019)
- Volvo S90, berline routière (depuis 2015)

### 5 portes
- Volvo V60, break familial (depuis 2018)
- Volvo V60 Cross Country, break familial surélevé (depuis 2018)
- Volvo V90, break routier (depuis 2015)
- Volvo V90 Cross Country, break routier surélevé (depuis 2015)
- Volvo ES90, berline surélevée électrique (depuis 2025)

### SUV
- Volvo EX30 (depuis 2023)
- Volvo XC40 (depuis 2018)
- Volvo XC60 (depuis 2017)
- Volvo XC90 (depuis 2015)
- Volvo EX90 (depuis 2024)

### SUV Coupé
- Volvo C40 (depuis 2021)

### Monospace
- Volvo EM90 (depuis 2024)[108]

## Modèles anciens

### Premiers modèles
| - Volvo ÖV4 (1927-1929) - Volvo PV650 Series (1929-1937) - Volvo PV 36 Carioca (1935-1938) - Volvo PV51 à PV57 (1936-1945) - Volvo PV 60 (1946-1950) |

### Familiales
| - Volvo PV444 (1944-1958) - Volvo PV544 (1958-1966) - Volvo Amazon - Série 120 - 121/122/123GT (1956-1970) - Volvo 144 (1966-1974) - Volvo 244 (1974-1993) - Volvo 244 "Blue Star" (1978) - Volvo 850 (1991-1997) - Volvo S70 (1997-2000) - Volvo S60 (2000 - 2009) - Volvo S60 II (2010 - 2017) - Volvo V60 (2010 - 2017) - Volvo S90 I (1996-1998) |

### Grands breaks
| - Volvo PV445 (1953-1969) - Volvo P210 (1953-1969) - Volvo Amazon (1962-1969) - Volvo 145 (1966-1974) - Volvo 245 (1974-1993) - Volvo 265 (1975-1984) - Volvo 960 break (1990-1997) - Volvo 940 break (1990-1998) - Volvo 850 (1991-1997) - Volvo V70 (1997-2000) - Volvo V90 (1998-1999) - Volvo V70 II (2000-2007) - Volvo XC70 (2000-2007) - Volvo V70 III (2007-2016) - Volvo XC70 II (2007-2016) |

### SUV
| - Volvo XC90 I (2002-2014) - Volvo XC60 I (2008-2017) |

### Coupés
| - Volvo P1900 (1956-1957) - Volvo P1800 1961-1973) - Volvo 142 (1966-1974) - Volvo 242 (1974-1984) - Volvo 262 (1975-1977) - Volvo 262C (1977-1981) - Volvo 780 (1985-1990) - Volvo 480 (1986-1995) - Volvo C70 (1997-2005) - Volvo C30 (2006 - 2012) - Volvo C70 II (2006 - 2013) |

### Routières
| - Volvo 164 (1968-1975) - Volvo 264 (1974-1982) - Volvo 760 (1982-1990) - Volvo 740 (1984-1992) - Volvo 960 (1990-1997) - Volvo 940 (1990-1998) - Volvo S90 (1998-1999) - Volvo S80 (1998-2006) - Volvo S80 II (2006-2016) |

### Compactes (berlines et break)
| - Volvo 66 (1975-1980) - Volvo 343 (1975-1982) - Volvo 340/360 (1976-1991) - Volvo 440/460 (1988-1996) - Volvo S40 (1995-2004) - Volvo V40 (1995-2004) - Volvo V40 II (2012-2019) - Volvo S40 II (2004-2012) - Volvo V50 (2004-2012) |

### Galerie
|  |  |

## Concept cars et prototypes
- Volvo Venus Bilo (1933)
- Volvo Philip (1952)
- Volvo Margarete Rose (1953)
- Volvo Elisabeth I (1953)

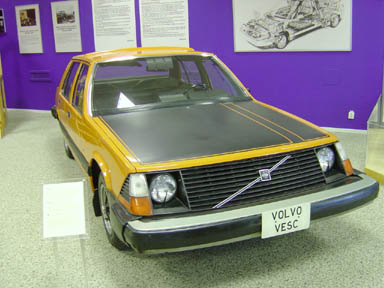
Volvo VESC, 1972

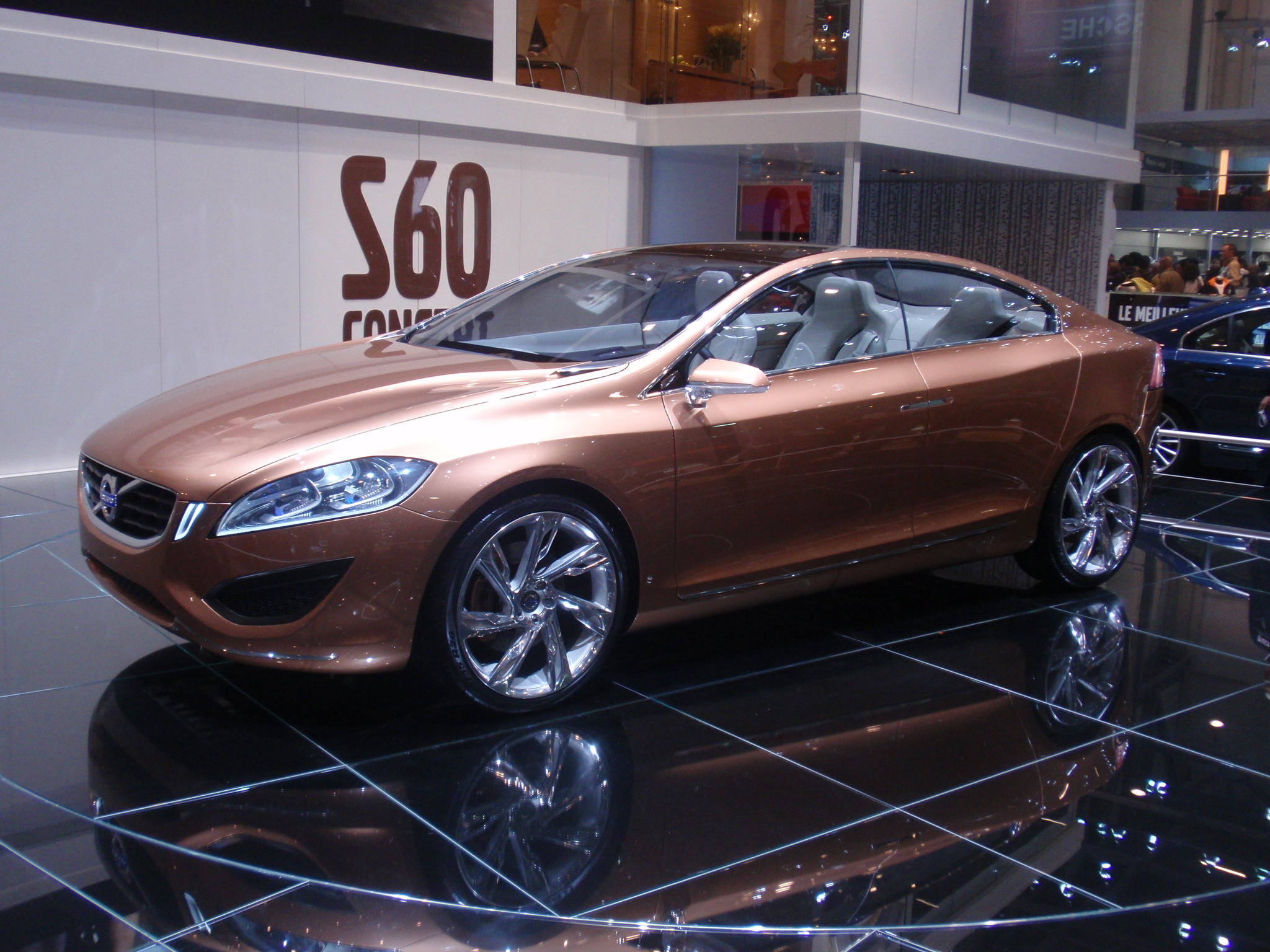
Volvo S60 Concept, Salon Auto de Genève 2009

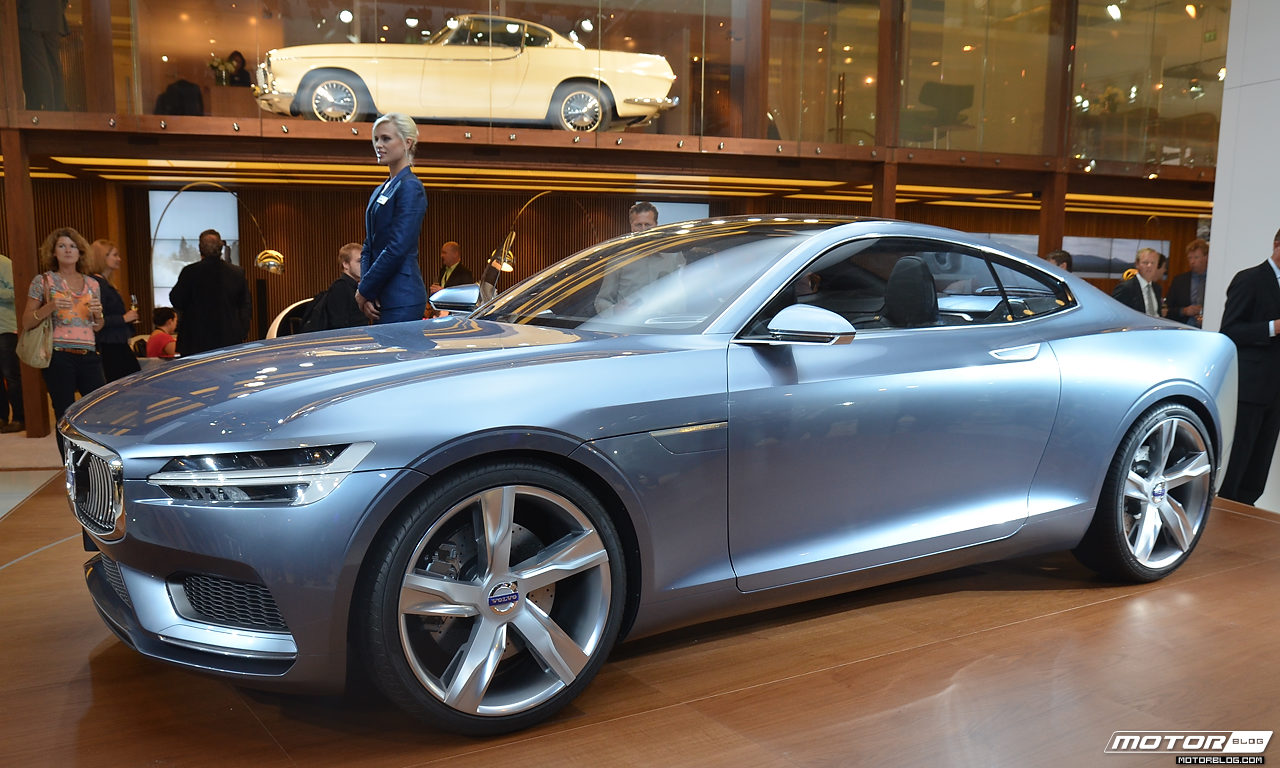
Volvo Concept Coupe 2013

- Volvo Experimental Safety Car - VESC (1972)
- Volvo 1800 ESC (1972)
- Volvo EC (1977)
- Volvo City Taxi (1977)
- Volvo Tundra (1979)
- Volvo Concept Car - VCC (1980)
- Volvo LCP2000 (1983)
- Volvo Environment Concept Car - ECC (1992)
- Volvo Adventure Concept Car - ACC (1997)
- Volvo Safety Concept Car - SCC (2001)
- Volvo Performance Concept Car - PCC (2001)
- Volvo PCC2 (2002)
- Volvo ACC2 (2002)
- Volvo Versatility Concept Car - VCC (2003)
- Volvo Your Concept Car - YCC (2004)
- Volvo T6 (2005)
- Volvo 3CC (2005)
- Volvo C30 Design Concept (2006)
- Volvo XC60 Concept (2006)
- Volvo C30 ReCharge Concept (2007)
- Volvo S60 Concept (2008)
- Volvo C30 DRIVe Electric (2010)
- Volvo Universe Concept (2011)
- Volvo Concept Coupé (2013)
- Volvo Concept Estate (2014)
- Volvo Concept 26 (2015)
- Volvo 360c (2018)
- Volvo Concept Recharge (2021)[109]